# 1995 год
1995 (ты́сяча девятьсо́т девяно́сто пя́тый) год  по григорианскому календарю — невисокосный год, начинающийся в воскресенье. Это 1995 год нашей эры, 5‑й год 10‑го десятилетия XX века 2‑го тысячелетия, 6‑й год 1990‑х годов. Он закончился 30 лет назад.
| Пн | Вт | Ср | Чт | Пт | Сб | Вс |
|    |    |    |    |    |    | 1  |
| 2  | 3  | 4  | 5  | 6  | 7  | 8  |
| 9  | 10 | 11 | 12 | 13 | 14 | 15 |
| 16 | 17 | 18 | 19 | 20 | 21 | 22 |
| 23 | 24 | 25 | 26 | 27 | 28 | 29 |
| 30 | 31 |    |    |    |    |    |

| Пн | Вт | Ср | Чт | Пт | Сб | Вс |
|    |    | 1  | 2  | 3  | 4  | 5  |
| 6  | 7  | 8  | 9  | 10 | 11 | 12 |
| 13 | 14 | 15 | 16 | 17 | 18 | 19 |
| 20 | 21 | 22 | 23 | 24 | 25 | 26 |
| 27 | 28 |    |    |    |    |    |

| Пн | Вт | Ср | Чт | Пт | Сб | Вс |
|    |    | 1  | 2  | 3  | 4  | 5  |
| 6  | 7  | 8  | 9  | 10 | 11 | 12 |
| 13 | 14 | 15 | 16 | 17 | 18 | 19 |
| 20 | 21 | 22 | 23 | 24 | 25 | 26 |
| 27 | 28 | 29 | 30 | 31 |    |    |

| Пн | Вт | Ср | Чт | Пт | Сб | Вс |
|    |    |    |    |    | 1  | 2  |
| 3  | 4  | 5  | 6  | 7  | 8  | 9  |
| 10 | 11 | 12 | 13 | 14 | 15 | 16 |
| 17 | 18 | 19 | 20 | 21 | 22 | 23 |
| 24 | 25 | 26 | 27 | 28 | 29 | 30 |

| Пн | Вт | Ср | Чт | Пт | Сб | Вс |
| 1  | 2  | 3  | 4  | 5  | 6  | 7  |
| 8  | 9  | 10 | 11 | 12 | 13 | 14 |
| 15 | 16 | 17 | 18 | 19 | 20 | 21 |
| 22 | 23 | 24 | 25 | 26 | 27 | 28 |
| 29 | 30 | 31 |    |    |    |    |

| Пн | Вт | Ср | Чт | Пт | Сб | Вс |
|    |    |    | 1  | 2  | 3  | 4  |
| 5  | 6  | 7  | 8  | 9  | 10 | 11 |
| 12 | 13 | 14 | 15 | 16 | 17 | 18 |
| 19 | 20 | 21 | 22 | 23 | 24 | 25 |
| 26 | 27 | 28 | 29 | 30 |    |    |

| Пн | Вт | Ср | Чт | Пт | Сб | Вс |
|    |    |    |    |    | 1  | 2  |
| 3  | 4  | 5  | 6  | 7  | 8  | 9  |
| 10 | 11 | 12 | 13 | 14 | 15 | 16 |
| 17 | 18 | 19 | 20 | 21 | 22 | 23 |
| 24 | 25 | 26 | 27 | 28 | 29 | 30 |
| 31 |    |    |    |    |    |    |

| Пн | Вт | Ср | Чт | Пт | Сб | Вс |
|    | 1  | 2  | 3  | 4  | 5  | 6  |
| 7  | 8  | 9  | 10 | 11 | 12 | 13 |
| 14 | 15 | 16 | 17 | 18 | 19 | 20 |
| 21 | 22 | 23 | 24 | 25 | 26 | 27 |
| 28 | 29 | 30 | 31 |    |    |    |

| Пн | Вт | Ср | Чт | Пт | Сб | Вс |
|    |    |    |    | 1  | 2  | 3  |
| 4  | 5  | 6  | 7  | 8  | 9  | 10 |
| 11 | 12 | 13 | 14 | 15 | 16 | 17 |
| 18 | 19 | 20 | 21 | 22 | 23 | 24 |
| 25 | 26 | 27 | 28 | 29 | 30 |    |

| Пн | Вт | Ср | Чт | Пт | Сб | Вс |
|    |    |    |    |    |    | 1  |
| 2  | 3  | 4  | 5  | 6  | 7  | 8  |
| 9  | 10 | 11 | 12 | 13 | 14 | 15 |
| 16 | 17 | 18 | 19 | 20 | 21 | 22 |
| 23 | 24 | 25 | 26 | 27 | 28 | 29 |
| 30 | 31 |    |    |    |    |    |

| Пн | Вт | Ср | Чт | Пт | Сб | Вс |
|    |    | 1  | 2  | 3  | 4  | 5  |
| 6  | 7  | 8  | 9  | 10 | 11 | 12 |
| 13 | 14 | 15 | 16 | 17 | 18 | 19 |
| 20 | 21 | 22 | 23 | 24 | 25 | 26 |
| 27 | 28 | 29 | 30 |    |    |    |

| Пн | Вт | Ср | Чт | Пт | Сб | Вс |
|    |    |    |    | 1  | 2  | 3  |
| 4  | 5  | 6  | 7  | 8  | 9  | 10 |
| 11 | 12 | 13 | 14 | 15 | 16 | 17 |
| 18 | 19 | 20 | 21 | 22 | 23 | 24 |
| 25 | 26 | 27 | 28 | 29 | 30 | 31 |

Объявлен ООН Международным годом терпимости (резолюция ООН 48/126)
и памяти народов о жертвах Второй Мировой войны (резолюция ООН 49/25).

## События

### Январь
- 1 января

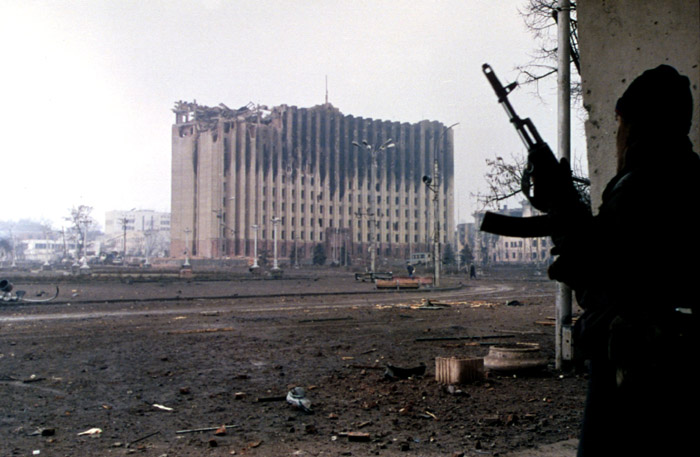
Бои вокруг здания бывшего республиканского комитета КПСС («Президентского дворца») в Грозном, январь 1995 года

  - Боснийская война: в Боснии и Герцеговине начинает действовать Соглашение о прекращении огня (подписано 31 декабря 1994 года)[1].
  - Присоединение к ЕС Австрии, Финляндии и Швеции[1].
  - На нефтяной платформе «Дропнер» в Северном море у побережья Норвегии с помощью приборов была впервые зафиксирована «волна-убийца», названная волной Дропнера.
  - Новый этап на пути экономической интеграции стран Южной Америки (Аргентины, Бразилии, Уругвая, Парагвая) и созданного этими странами объединения «Южно-американский общий рынок» (МЕРКОСУР): в соответствии с Соглашением Оуро Прето, подписанным в 1994 году, Меркосур с 1 января 1995 года перешёл на более высокий интеграционный уровень: от зоны свободной торговли к таможенному союзу. Во внутризональной торговле для всех участников вводится единый внешний таможенный тариф (ЕВТТ) на продукцию, ввозимую из третьих стран.
  - Начало работы Всемирной торговой организации в Женеве.
  - Фернанду Кардозу вступил в должность президента Бразилии.
- 2 января — Первая чеченская война: в Чечне чеченские отряды отражают наступление российской армии на Грозный[2]. В последующие дни российские войска возобновляют операцию[1].
- 3 января
  - После обвального падения курса песо в Мексике начинается финансовый кризис (в декабре 1994 г. установлен плавающий курс). Президент страны Эрнесто Седильо объявляет о сокращении расходных статей бюджета, договорах с профсоюзами о замораживании заработной платы и обращении в международные финансовые организации с просьбой о предоставлении кредитов[1].
  - Первая чеченская война: Бомбардировка Шали кассетными бомбами[3].
- 4 января — В США проходит инаугурация конгресса 104-го созыва. Ньют Гингрич избран спикером палаты представителей (первый с 1955 г. случай избрания на упомянутый пост республиканца). Находящаяся под контролем республиканцев палата представителей немедленно упраздняет три второстепенных комитета и множество подкомитетов и устанавливает шестилетний срок пребывания в должности для председателя комитета и восьмилетний срок для спикера палаты[1].
- 5 января
  - бывший президент Малави Хастингс Банда арестован по обвинению в убийствах (судебный процесс начинается 10 июля, оправдательный приговор выносится 23 декабря)[1].
  - Спикер палаты представителей Ньют Гингрич начинает выполнение «Контракта с Америкой», программы принятия законов, предложенных республиканцами в ходе предвыборной кампании. Республиканцы намереваются принять все законы в первые 100 дней работы нового конгресса[1].
- 6 января — подписано соглашение о Таможенном союзе между Республикой Беларусь и Российской Федерацией[4][5].
- 7 января — начало работ по восстановлению Храма Христа Спасителя в Москве.
- 8 января — на НТВ первый выпуск программы «Сто к одному», аналог американской игры «Family Feud». Ведущим этой программы стал Александр Гуревич.
- 8—22 января — во втором туре парламентских выборов в Узбекистане большинством мест были избраны члены местного Совета номинантов (около 120 из которых были членами НДП), в то время как народно-демократическая партия стала крупнейшей партией.
- 9 января
  - Армения и Мальдивы установили дипломатические отношения[6].
  - Азербайджан, Мальта и Гайана установили дипломатические отношения[7].
- 10 января
  - В море у острова Флорес (Индонезия) потерпел катастрофу самолёт de Havilland Canada Twin Otter 300 компании «Merpati Nusantara Airlines». Обломки самолёта после крушения не найдены. На борту находилось 14 человек[8].
  - 19:38, Картахена, Колумбия. Потерпел катастрофу самолёт Douglas DC-9-14 компании «Intercontinental de Aviacion». Свидетели заметили, что при спуске от уровня FL190 (19000 фт.) перед тем, как самолёт разбился, на борту его были огонь и искры. Из 52 человек на борту выжила одна девочка 9 лет.
  - Япония и США заканчивают подготовку финансового соглашения, которое обеспечивает больший доступ иностранных фирм на рынок акций японских корпораций[1].
- 11 января — Азербайджан и Уругвай установили дипломатические отношения[7].
- 12 января — Совет Безопасности ООН принял резолюцию № 971, продлив Миссию ООН по наблюдению в Грузии (МООННГ) до 15 мая.
- 13 января
  - После отставки Сильвио Берлускони с поста премьер-министра Италии (22 декабря 1994 г.) президент страны Оскар Скальфаро предлагает Ламберто Дини сформировать новое правительство (приносит присягу 17 января)[1].
  - Перед лицом постоянного обострения финансового кризиса в Мексике президент США Билл Клинтон отдаёт распоряжение предоставить этой стране финансовые гарантии на 40 миллиардов долларов для стабилизации песо и возможности погашения Мексикой краткосрочных долгов (31 января гарантии увеличены до 50,76 миллиарда долларов)[1].
  - Бывший министр обороны Грузии Тенгиз Китовани арестован за «создание незаконных вооружённых формирований».
- 15 января — серия взрывов в Москве. В Москве были взорваны бомбы в Московском государственном педагогическом университете, физико-математической школе № 354, в гостинице «Метрополь» и трансформаторной подстанции № 510 «Мосэнерго». Жертв не было. После взрывов милиция получила ультиматум от «группы офицеров» о выводе войск из Чечни[9].
- 16 января — Словения и Узбекистан установили дипломатические отношения[10].
- 17 января — более 6400 человек погибли в результате мощного землетрясения, произошедшего в японском городе Кобе.
- 18 января — Союзная Республика Югославия и Узбекистан установили дипломатические отношения[10].
- 19 января
  - Первая чеченская война: федеральные войска захватили президентский дворец в Грозном[11].
  - Пассажирский вертолёт Aérospatiale AS.332L Super Puma авиакомпании Bristow Helicopters[англ.] (BHL) выполнял рейс BHU56C из Абердина на нефтяную платформу Brae Alpha в Северном море, все пассажиры (16 человек) были работниками платформы. Через час после взлёта вертолёт попал в грозу и в него ударила молния. Пилоты смогли посадить потерявший управление вертолёт на Северное море. Через 1 час и 15 минут после приводнения все находившиеся на борту вертолёта 18 человек (16 пассажиров и 2 пилота) были спасены подошедшим кораблём.
- 20 января
  - Бурже, Франция. Самолёт Dassault Falcon 20E компании «Leadair» разбился после взлёта. Погибли все 10 человек, находившиеся на борту.
  - Белоруссия, Казахстан и Россия подписали в Москве соглашение о таможенном союзе[4][12].
  - Жан-Клод Юнкер назначен премьер-министром Люксембурга.
  - Катастрофа L-410 близ Красноярска.
- 24 января — в США чернокожий американец О. Дж. Симпсон, в прошлом «звезда» американского футбола, предстаёт перед судом по обвинению в убийстве своей бывшей жены Николь Браун-Симпсон и её любовника Рональда Голдмена (12 июня 1994 г.). Судебный процесс, который американцы называют «процессом века», открывается 24 января. 3 октября присяжные выносят оправдательный вердикт (общественность считает, что такое решение принято по расовым соображениям)[1].
- 25 января
  - Запуск метеорологической ракеты у побережья Норвегии[13] поставил мир перед угрозой обмена ядерными ударами между Россией и США.
  - Жан Виденов возглавил правительство Болгарии.
- 26 января
  - Начало войны Альто-Сенепа между Эквадором и Перу (продолжалась до 28 февраля).
  - Азербайджан и Хорватия установили дипломатические отношения[7][14][примечание 1].
  - В США палата представителей одобряет поправку к конституции, в соответствии с которой правительство должно ликвидировать бюджетный дефицит к 2002 году, как это было предусмотрено в республиканском «Контракте с Америкой» (2 марта поправка не набирает в сенате необходимых двух третей голосов — республиканцам не хватило одного голоса)[1].
- 28 января — США и Вьетнам заключают соглашение об открытии в столицах своих стран центров связи и обмене дипломатами[1].
- 30 января
  - В результате сильных дождей на северо-западе Европы 250 тысяч жителей Нидерландов покидают свои дома в ходе самого массового в истории страны мирного переселения, поскольку возникает реальная угроза выхода из берегов крупнейших рек этого региона (эвакуация продолжается до 1 февраля)[1].
  - Гражданская война в Алжире: в 15:20 в центре Алжира у входа в здание, где расположена штаб-квартира полиции, водитель-камикадзе взрывает машину, начинённую несколькими сотнями килограммов тротила. 42 человека убиты, 286 ранены.

### Февраль
- 1 февраля
  - Депутат Госдумы Сергей Скорочкин похищен в Зарайске, тело обнаружено на следующий день у деревни Сарыбьево.
  - Совет Европы подписал рамочную конвенцию о защите национальных меньшинств.
- 3 февраля — 67-й старт (STS-63) по программе Спейс шаттл. 20-й полёт шаттла «Дискавери». Экипаж — Джеймс Уэзерби, Айлин Коллинз, Майкл Фоул, Дженис Восс, Бернард Харрис, Владимир Титов (Россия). Сближение до 10 метров с российской космической станцией «Мир». Коллинз — первая женщина-пилот шаттла. Титов — второй российский космонавт на американском шаттле.
- 5 февраля — в Кыргызстане прошёл первый тур парламентских выборов[15].
- 6 февраля
  - На улице Тёплый стан в Москве в жилом доме сработало взрывное устройство, эквивалентное 200 граммам тротила. Жертв не было[16].
  - Хорватия и Узбекистан установили дипломатические отношения[14][17][примечание 2].
- 8 февраля
  - Первая чеченская война: президент ЧРИ Джохар Дудаев вместе со своими вооружёнными отрядами покидает Грозный, признавая таким образом потерю города. Боевые действия продолжаются на юге и на востоке от Грозного[1].
  - 500 тысяч шахтёров 228 российских шахт проводят однодневную «предупредительную» забастовку, требуя повышения заработной платы[1].
- 9 февраля — Азербайджан и Босния и Герцеговина установили дипломатические отношения[7].
- 10 февраля
  - в Бородянском районе Киевской области во время испытательного полёта потерпел катастрофу первый прототип Ан-70, в результате чего погибли 7 человек.
  - В Алма-Ате десять стран СНГ подписали соглашение о создании Объединённой системы ПВО СНГ. Также подписан меморандум о сохранении мира и стабильности в государствах СНГ[18].
  - Латвия вступила в Совет Европы[19].
- 11 февраля — в Москве, в собственном доме, выстрелами в упор были убиты криминальный авторитет, исполнитель нескольких ролей в кино Сергей Шевкуненко и его мать.
- 15 февраля — во время товарищеского футбольного матча между сборными командами Ирландии и Англии в Дублине на стадионе «Лэнсдаун Роуд» произошли массовые беспорядки. Зачинщиками беспорядков выступила английская неонацистская организация Combat 18, в результате драки пострадали 20 человек. Планы о попытке Combat 18 были известны британской Национальной службе уголовных расследований, о чём она сообщила ирландской полиции, однако та не предприняла никаких действий, чтобы предотвратить беспорядки.
- 16 февраля — Катастрофа DC-8 в Канзас-Сити, погибли 3 человека.
- 19 февраля — во втором туре парламентских выборов в Кыргызстане независимые кандидаты заняли большинство мест, а среди партий доминирующей стала СДПК[20]..
- 21 февраля
  - В Эстонии принят «Закон о языке».
  - В Южной Африке представители Партии свободы Инката, возглавляемой вождём Мангосуту Бутелези, выходят из состава парламента (5 марта достигнуто соглашение о возвращении депутатов)[1].
  - подписан «Договор о дружбе, добрососедстве и сотрудничестве» между Россией и Белоруссией сроком на 10 лет, ставший основой для создания Союза Белоруссии и России.
  - Андорра, Антигуа и Барбуда и США установили дипломатические отношение[21][примечание 3][22][примечание 4].
  - Стив Фоссетт первым в истории в одиночку пересёк Тихий океан на воздушном шаре.
- 22 февраля — на пресс-конференции в Белфасте, Северная Ирландия, премьер-министры Ирландии и Великобритании Джон Братон и Джон Мейджор представляют 37-страничный проект проведения многопартийных переговоров о будущем Северной Ирландии[1].
- 24 февраля — Азербайджан и Камерун установили дипломатические отношения[7].
- 26 февраля
  - Китай и США заключают соглашение о защите интеллектуальной собственности на территории Китая (США таким образом стремятся защитить права американских авторов от китайских «пиратов»)[1].
  - В Таджикистане состоялся первый тур парламентских выборов.
  - Потерпел финансовый крах один из старейших английских банков — «Barings Bank» (основан в 1762 Фрэнсисом Бэрингом). Клиентами банка являлись члены королевской семьи и сама королева Елизавета II[18].
- 27 февраля
  - На переполненном людьми базаре в Ираке взорвалась бомба в автомобиле. Погибли 94 человека. Арестованы три иранских курда.
  - Убийство семьи российского бизнесмена Евгения Полевого из 4 человек и двоих гостей в Лувесьене, пригороде Парижа.
- 28 февраля
  - Президент Тайваня Ли Дэнхуэй открыл мемориальную доску в память о коренных жителях острова, погибших 28 февраля 1947 года от рук вооружённых националистов, бежавших из континентального Китая (23 марта парламент Тайваня одобряет постановление о выплате компенсации родственникам погибших)[1].
  - Азербайджан и Непал установили дипломатические отношения[7].

### Март
- 1 марта
  - Убийство Владислава Листьева, советского и российского телеведущего и тележурналиста.
  - Евгений Марчук назначен и. о. премьер-министра Украины. 8 июня утверждён парламентом в должности.
  - Президент Казахстана подписал указ об образовании Ассамблеи народов Казахстана.
  - Армения приступила к приватизации государственной собственности.
- 2 марта
  - Против Джулио Андреотти, бывшего премьер-министра Италии, возбуждается уголовное дело о его связях с мафией (судебный процесс открывается 26 сентября в Палермо, Сицилия)[1].
  - 68-й старт (STS-67) по программе Спейс шаттл. 8-й полёт шаттла «Индевор». Экипаж — Стивен Освальд, Уильям Грегори, Джон Грансфелд, Уэнди Лоуренс, Тамара Джерниган, Роналд Паризи, Сэмюел Дарранс.
  - Азербайджан и Бурунди установили дипломатические отношения[7].
- 3 марта — завершается вывод миротворческих сил ООН из Сомали (операция «Юнайтед шилд»)[1].
- 5 марта
  - На парламентских выборах в Эстонии победу одерживают Национальная коалиция, сформированная из бывших коммунистов, и Крестьянский народный союз. Реформистская Отечественная партия терпит поражение[1].
  - В Гонконге впервые все районные и городские советы сформированы в результате выборов. Наибольшего успеха добились партии демократического толка[1].
- 6 марта — Первая чеченская война: командование российской армии объявляет о полном контроле над Грозным[1].
- 6 марта—30 августа — политический кризис в Казахстане.
- 7 марта
  - В Великокняжеской усыпальнице Петропавловского собора в Санкт-Петербурге были торжественно перезахоронены останки великого князя Кирилла Владимировича и его жены Виктории Фёдоровны, умерших во Франции в конце 30-х годов.
  - Принято Постановление Правительства Российской Федерации № 235 «О порядке передачи объектов социально-культурного и коммунально-бытового назначения федеральной собственности в государственную собственность субъектов Российской Федерации и муниципальную собственность».
- 9 марта
  - Президент Мексики Эрнесто Седильо объявляет о дальнейших мерах экономии для преодоления охватившего страну финансового кризиса и предотвращения дальнейшего падения курса песо[1].
  - Канадское судно береговой охраны задерживает испанский траулер сразу после того, как он оказывается в канадских территориальных водах (команда освобождена 15 марта)[1].
- 10 марта — Первая чеченская война: начало затяжной и ожесточённой битвы за село Бамут.
- 11 марта — в Бурунди произошло убийство Эрнеста Кабуше-Мейе, министра шахт и энергетики, руководителя Объединения бурундийского народа народности хуту. Это приводит к столкновениям на межэтнической почве[1].
- 12 марта — в Таджикистане состоялся второй тур парламентских выборов. Большинство депутатов были представлены выходцами из Куляба, бывшими боевиками Народного фронта и коммунистами[23].
- 12—15 марта — в квартале Гази, рабочем квартале входившем в округ Стамбула Газиосманпаша (сейчас округ Султангази) произошли серьёзные беспорядки. Демонстрации были разогнаны полицией, что привело к жертвам среди демонстрантов.
- 13 марта — Азербайджан и Сиерра-Леоне установили дипломатические отношения[7].
- 13—17 марта — бойцы азербайджанского ОПОНа под руководством полковника Ровшана Джавадова вновь подняли мятеж против президента Гейдара Алиева. Отказавшись подчиняться главнокомандующему, Джавадов выдвинул ряд политических требований, включая отставку высокопоставленных чиновников, в том числе и тогдашнего спикера парламента Расула Гулиева. В ответ правительственные войска окружили штаб-квартиру ОПОНа на окраине Баку и штурмовали его, применив танки. В результате штурма погибли Ровшан Джавадов и более 50 человек, в основном бойцы ОПОНа.
- 14 марта — старт космического корабля Союз ТМ-21. Экипаж старта — Владимир Дежуров, Геннадий Стрекалов и Норман Тагард (США).
- 16 марта
  - Армения и Россия подписывают договор о сохранении российских войск в Армении.
  - В штате Миссисипи ратифицирована 13-я поправка к Конституции США — официально запрещено рабство.
- 17 марта — Закон «Об Автономной Республике Крым» отменяет пост президента Республики Крым и действие актов, противоречащих Конституции Украины.
- 19 марта — На выборах в парламент в Финляндии партия Центра Финляндии потерпела сокрушительное поражение.
- 20 марта
  - Религиозная секта «Аум Синрикё» организовала зариновую атаку в токийском метро. Погибли 12 человек, пострадали более 5000.
  - Боснийская война: Нарушено перемирие в Боснии и Герцеговине. Боснийская армия начала атаку на позиции боснийских сербов. В качестве ответной меры сербы нападают на правительственные войска и города, населённые мусульманами (события продолжаются до 30 марта)[1].
  - Турецкая армия начинает массированное наступление против членов рабочей партии Курдистана в Северном Ираке.
- 20—21 марта — в Париже подписан Пакт о стабильности в Европе.
- 22 марта
  - Приземление корабля Союз ТМ-20. Экипаж посадки — Александр Викторенко, Елена Кондакова и Валерий Поляков.
  - Азербайджан и Сент-Китс и Невис установили дипломатические отношения[7].
- 23 марта — на Ленинградском шоссе в Московской области расстреляны лидер Коптевской ОПГ Александр Наумов и его приятель Юрий Кузьменков по кличке «Мотя».
- 26 марта
  - Семь стран, входящих в Европейский союз (Бельгия, Франция, Германия, Люксембург, Нидерланды, Португалия и Испания), отменяют пограничный контроль на внутренних межгосударственных границах и ужесточают его на границах с другими странами[1].
  - В Узбекистане прошёл референдум, по итогам которого 95 % голосов избирателей было отдано за продление срока президентских полномочий Ислама Каримова до 2000 года.
  - Смерть американского рэпера Eazy-E.
- 27 марта
  - Президент Южной Африки Нельсон Мандела выводит свою супругу Винни из состава правительства за неподчинение главе кабинета (11 апреля она снова введена в состав правительства, так как Мандела, принимая своё решение, не провёл консультации с лидерами партий; 14 апреля Винни Мандела повторно исключена из состава правительства)[1].
  - Джим Болджер, премьер-министр Новой Зеландии, встречается с президентом Клинтоном во время своего визита в США. Это первый официальный приезд главы правительства Новой Зеландии в США с 1984 года (в декабре 1994 г. правительство США признало введённый Новой Зеландией запрет на заход в порты страны судов с ядерным оружием на борту)[1].
  - Население Приднестровской Молдавской Республики проголосовало за пребывание на её территории российской армии.
- 28 марта — в Бенине прошли парламентские выборы. Однако, в 13 округах из-за нарушений решением Верховного суда выборы были отменены и перевыборы прошли 28 мая. В результате Партия возрождения Бенина и Партия демократического обновления стали крупнейшими парламентскими партиями, получив 21 и 19 из 83 мест парламента, соответственно. Явка составила 75,8 %.
- 31 марта
  - Завершение операции «Поддержка демократии»
  - Под Бухарестом произошла катастрофа самолёта Airbus A310 компании TAROM, погибли 60 человек.

### Апрель
- 1 апреля — начало вещания ОРТ.
- 5 апреля — Азербайджан и Антигуа и Барбуда установили дипломатические отношения[7].
- 6 апреля
  - Азербайджан и Панама установили дипломатические отношения[7].
  - Палата представителей американского конгресса выполняет 10-й и последний пункт предложенной республиканцами программы «Контракт с Америкой». Республиканцам не удаётся выполнить лишь один из них. Однако сенат к этому дню одобряет только процедурные реформы палаты представителей и Закон о частичном вето, который позволит президенту использовать данное право в отношении отдельных статей соответствующих законов, не отвергая их в целом[1].
- 7 апреля — после десятилетней реставрации открыта Третьяковская галерея.
- 7—8 апреля — Первая чеченская война: Массовое убийство в Самашках. После боевых действий произошла «зачистка» села, в ходе которой, по данным правозащитников, было убито около 250 мирных жителей.
- 8 апреля — при посадке в Петропавловске-Камчатском разбился самолёт Ил-76. Погибли 14 человек.
- 9 апреля
  - Альберто Фухимори переизбран на пост президента Перу (приносит присягу 28 июля). Это первый случай в истории страны, когда человек избирается на высший государственный пост второй раз подряд[1]. Партия Фухимори Камбио 90 также получила большинство в Конгрессе Республики.
  - Американец и 7 израильских солдат погибают в результате взрывов, совершённых исламскими боевиками в секторе Газа. Ранено более 40 человек.
- 10 апреля — министерством юстиции РФ зарегистрирована Партия любителей пива, генеральный секретарь — Константин Калачёв.
- 11—12 апреля — неизвестные сотрудники силовых органов избили и вывезли из Верховного Совета Республики Беларусь 19 депутатов партии «Возрождение», которые голодали в знак несогласия с референдумом, инициированным президентом Республики Беларусь Александром Лукашенко.
- 12 апреля
  - Запущен каталог Yahoo!, быстро ставший одним из самых популярных в мире.
  - В Москве, на официальном митинге перед «Белым домом», «Студенческая защита» выдвинула требования об отмене постановления Виктора Черномырдина, касающегося студенчества. Столкновения студентов с ОМОНом. Решение о лишении успевающих студентов стипендий и законопроект о призыве студентов в армию были отменены. В этот же день стихийные студенческие беспорядки произошли и в Иркутске. Митинг официальной Ассоциации профсоюзных организаций студентов перерос в несанкционированный марш протеста[24].
- 13 апреля — Пааво Липпонен сформировал уникальное в истории Финляндии правительство на основе социал-демократов и Национальной коалиционной партии. Кроме того, в правительство вошли зелёные, левый союз и шведская народная партия.
- 16 апреля
  - Канада и Европейский союз приходят к соглашению, которое закрывает долгие споры сторон о рыбной ловле в Северо-Западной Атлантике и сохранении рыбных запасов в этом регионе[1].
  - В Республике Молдова прошли всеобщие местные выборы, в ходе которых были избраны 803 примара, 1.262 муниципальных/районных советников и 10.297 сельских/городских советников.
- 17 апреля — Тийт Вяхи стал премьер-министром Эстонии.
- 17 апреля—12 мая — в Нью-Йорке на конференции по рассмотрению действия Договора о нераспространении ядерного оружия принято решение о его бессрочном продлении.
- 18 апреля — министр иностранных дел России Андрей Козырев угрожает балтийским государствам применением «непосредственной силы» для защиты живущего в Прибалтике русского населения. Он упрекает, в частности, Эстонию и Латвию в целенаправленном подавлении русскоязычных жителей.

- 19 апреля

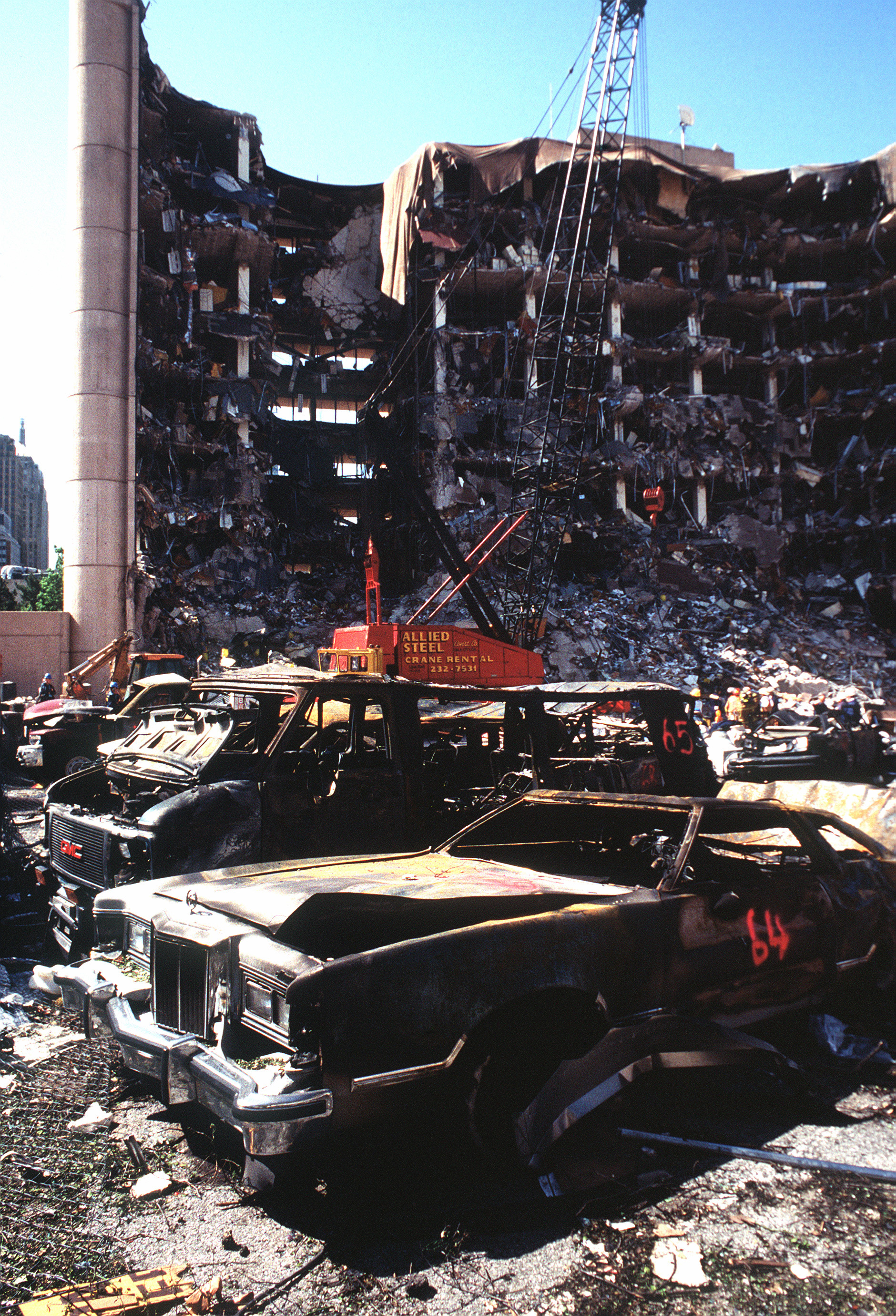
Федеральное здание им. Альфреда Марра через два дня после теракта

  - Теракт в Оклахома-Сити. При взрыве административного здания погибло 168 человек.
  - В Иокогаме, Япония, на одной из крупных железнодорожных станций, в переполненном поезде, злоумышленники пускают газ фосген. В итоге в больницы за помощью обратились около 370 человек (21 апреля отравляющий газ был пущен в одном из наиболее популярных универмагов Иокогамы)[1].
- 22 апреля — В США специальный прокурор Кеннет Старр раздельно допрашивает президента страны Клинтона и его супругу Хиллари об их причастности к фирме «Уай-туотер девелопмент корпорейшн» и связанному с ней скандалу[1].
- 23 апреля — социалист Лионель Жоспен одерживает неожиданную победу в первом раунде проводимых во Франции президентских выборов, набрав 23,3 процента голосов избирателей. Вторым становится голлист Жак Ширак с 20,8 процента голосов[1].
- 25 апреля — на всеобщих выборах в Малайзии победу одержал Национальный фронт под лидерством Объединённой малайской национальной организации, получив 162 из 192 мест. Явка составила 68,3 %..
- 27 апреля — Верховная рада Украины утвердила первую государственную награду Украины — орден Богдана Хмельницкого.
- 28 апреля — в Улан-Удэ на конференции буддистских священнослужителей главой буддистов России (Хамбо-лама) избран Дамба Аюшеев, настоятель старейшего на территории России буддистского монастыря Балдан Брэйбун.
- 29 апреля
  - Борис Ельцин подписал Закон № 69-ФЗ «О внесении изменений и дополнений в Закон Российской Федерации „О воинской обязанности и военной службе“», продлевающий срок военной службы по призыву с 18 до 24 месяцев.
  - Проведён республиканский референдум, за продление срока полномочий Президента Казахстана Нурсултана Назарбаева высказалось 95 465 казахстанцев, участвовавших в голосовании. В плебисците приняло участие 91,26 % граждан страны, имевших право голоса.
  - Зарегистрирован национальный домен для Узбекистана — .uz.
- 30 апреля — Боснийская война: истёк срок действия соглашения о прекращении огня в Боснии и Герцеговине. В мае резко возрастает число боевых столкновений между противоборствующими сторонами[1].

### Май
- 1 мая — шведский дуэт Roxette впервые выступает в Москве.
- 1—3 мая — Война в Хорватии: операция «Молния». Войска Хорватии восстановили контроль над западной Славонией, что сопровождалось массовым исходом сербского населения и многочисленными жертвами среди гражданских сербов.
- 2—3 мая — Война в Хорватии: краинские сербы начали ракетный обстрел Загреба, столицы Хорватии.
- 4 мая
  - В Великобритании на выборах в местные органы самоуправления представители Консервативной партии потерпели самую крупную неудачу со времён второй мировой войны[1].
  - Новую российскую станцию РЛС ДО, построенную в Скрунде (Латвия) по соседству со старой, торжественно взрывают американцы.
  - В авиакатастрофе в Эквадоре погиб президент крупнейшей нефтедобывающей компании Аргентины YPF Хосе Эстенссоро (исп. José Estenssoro)[25].
- 5 мая — решением Священного Синода Русской Православной Церкви вновь открыт Введенский Владычный монастырь в городе Серпухове. Настоятельницей назначена монахиня Алексия (Петрова).
- 6 мая — в Москве Эдуардом Тумановым совершено убийство четырёх подростков с целью ограбления.

- 7 мая

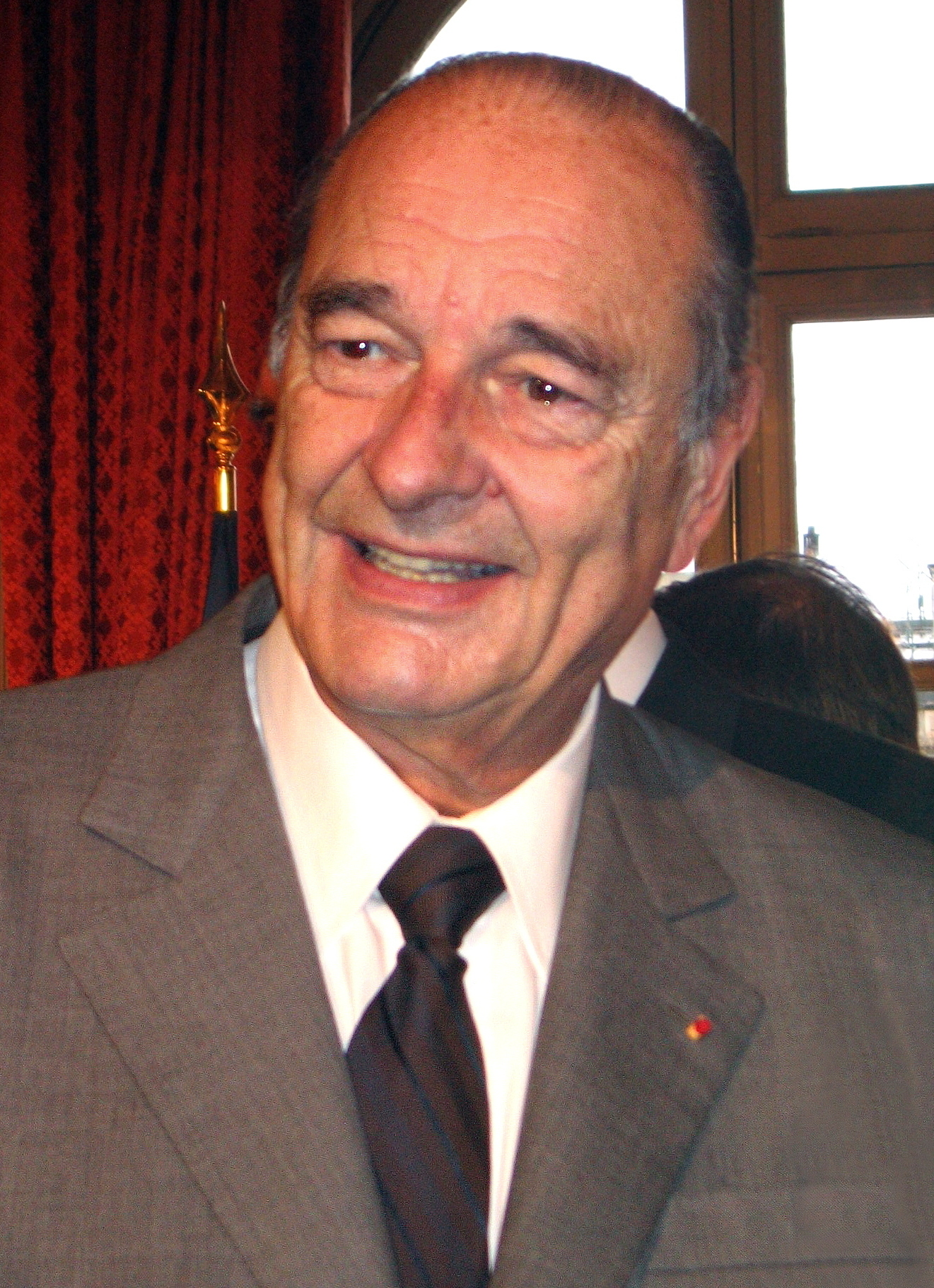
Жак Ширак

  - Второй тур президентских выборов во Франции. Голлист Жак Ширак одержал победу, набрав 52,6 % голосов избирателей. У социалиста Лионеля Жоспена 47,4 % голосов (17 мая президент страны Франсуа Миттеран передаёт власть Шираку, который назначает премьер-министром Франции Алена Жюппе)[1].
  - Первый тур парламентских выборов в Эфиопии
  - В Кении палеонтолог и борец за сохранение окружающей среды, Ричард Лики, объявляет о своём намерении создать новую политическую партию и обвиняет президента страны Даниэля арап Мои в некомпетентности и продажности. 13 июня стало известно об основании новой партии Сафина (в переводе — «Ноев ковчег»).
- 9 мая — парад на Поклонной горе в честь 50-й годовщины Дня Победы.
- 10 мая
  - В рамках торжеств в честь 50-летия Победы во второй мировой войне состоялись российско-американские переговоры на высшем уровне. Борис Ельцин и Билл Клинтон подписали пять совместных заявлений, в том числе об экономических связях и режиме противоракетной обороны. Переговоры о расширении НАТО отложены до октября.
  - Член британского правительства Майкл Энкрем встретился в Белфасте, Северная Ирландия, с представителями партии Шинн Фейн, возглавляемыми Мартином Гинессом. Это первая встреча британского официального лица с представителями Шинн Фейн с 1973 года. 24 мая британский министр по делам Северной Ирландии Патрик Мейхью в Вашингтоне, США, встречается с председателем Шинн Фейн Джерри Адамсом[1].
  - Национальной валютой Таджикистана стал таджикский рубль.
- 12 мая
  - Многосторонняя конференция по пересмотру и расширению Договора о нераспространении ядерного оружия в Нью-Йорке завершается заключением соглашения о его неограниченном расширении[1].
  - Официально опубликован и вступил в силу Федеральный закон от 10 мая 1995 года № 73-ФЗ «О восстановлении и защите сбережений граждан Российской Федерации».
  - Азербайджан и Венесуэла установили дипломатические отношения[7].
  - Совет Безопасности ООН принял резолюцию № 993, обсудив усилия по политическому урегулированию ситуации между Грузией и Абхазией и продлив мандат Миссии ООН по наблюдению в Грузии (МООННГ) до 12 января 1996 года.
- 14 мая
  - В Белоруссии прошёл первый тур парламентских выборов. В этот же день прошёл референдум. По результатам голосования принята государственная символика, отличающаяся от советской некоторыми второстепенными деталями, а русскому языку придан статус государственного. Также президент получил право на досрочный роспуск парламента.
  - Перонист Карлос Менем, набравший 49,8 % голосов избирателей, избран на второй срок на президентских выборах в Аргентине (принёс присягу 8 июля)[1].
- 16 мая
  - В Японии по подозрению в организации и планировании массовых убийств арестован основатель и глава религиозной секты «Аум Синрикё» Сёко Асахара.
  - 13 человек погибли, когда вылетевший из пос. им. П.Осипенко Ан-2 разбился из-за плохой погоды. 1 выжил[26].
- 17 мая — полиция города Сан-Диего (США, штат Калифорния) окружила танк, угнанный из ангаров Национальной гвардии 35-летним ветераном вооружённых сил США и безработным водопроводчиком Шоном Нельсоном. Был убит полицией при задержании[27].
- 18 мая — во втором туре парламентских выборов в Эфиопии РДФЭН и поддерживающие его партии набрали 82,9 %, другие партии и беспартийные кандидаты набрали 17,1 %.
- 19 мая — установлены дипломатические отношения между Россией и Доминикой[28][примечание 5].
- 22 мая
  - Минюст России зарегистрировал Всероссийское общественное движение «Наш дом — Россия»[29][30].
  - Азербайджан и Лаос установили дипломатические отношения[7].
- 23 мая — официальная дата выпуска языка программирования Java от Oracle Sun Microsystems.
- 24 мая — самолёт Embraer Bandeirante 110P1 компании «Knight Air» разбился на взлёте в плохую погоду около Хэрвуда, Великобритания. Все 12 человек на борту погибли.
- 26 мая
  - Боснийская война: в ответ на предложение НАТО о нанесении бомбовых ударов по боснийским сербам последние начинают захват солдат из миротворческих сил ООН в качестве заложников[1].
  - Президент России Б. Ельцин и президент Белоруссии А. Лукашенко подписали в Минске договор о таможенном союзе. В этот же день состоялось торжественное снятие границ между Россией и Белоруссией.

- 28 мая

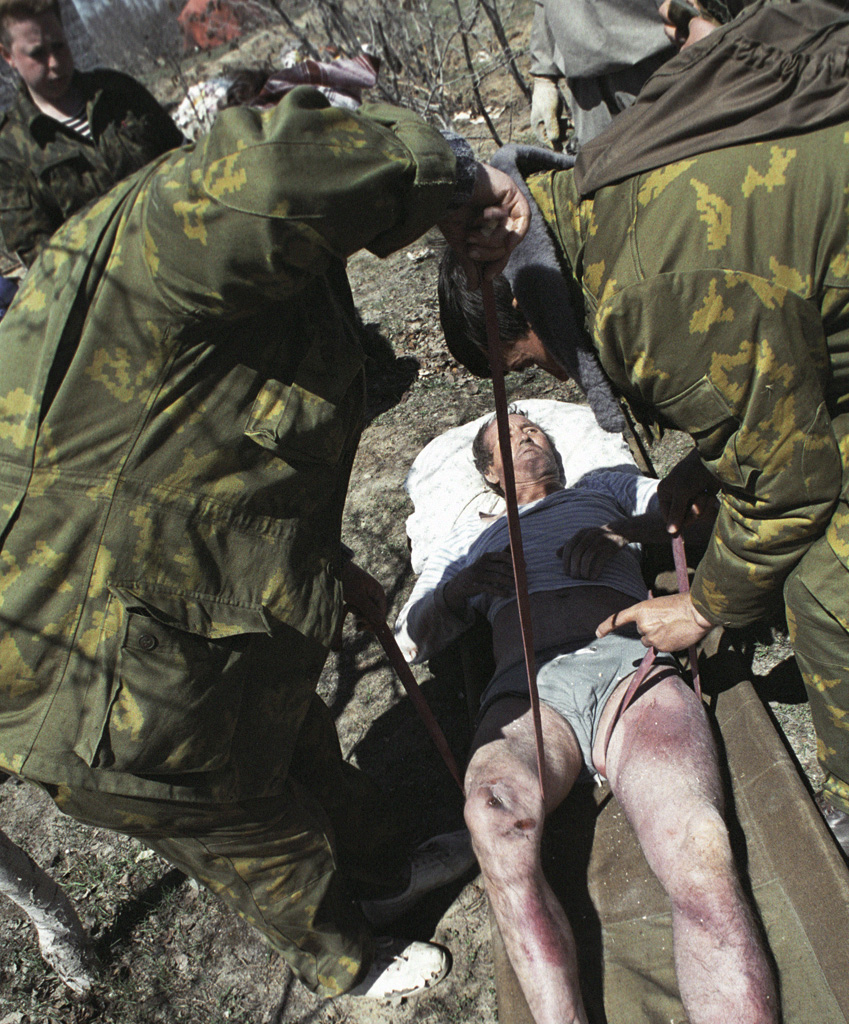
Спасатели оказывают помощь пострадавшему после землетрясения в Нефтегорске.

  - Произошло землетрясение в Нефтегорске, сахалинский посёлок Нефтегорск был полностью уничтожен.
  - На выборах в местные органы власти Испании Консервативная Народная партия набрала 43 % голосов избирателей против 29 % у социалистов и получила контроль над большей частью городских советов[1].
  - В Красногорске прошёл учредительный съезд всероссийского общественно-политического движения «Духовное наследие».
  - В Белоруссии состоялся второй тур парламентских выборов. Из-за низкой явки избирателей (64,8 % в первом и 60,4 % во втором туре) в итоге было выбрано только 119 депутатов, в то время как для кворума требовалось не менее 174, то есть не менее двух третей от полного состава в 260 человек. В связи с этим было решено провести повторные выборы 29 ноября.
- 31 мая
  - Лорд Оуэн уходит в отставку с поста спецпредставителя Европейского союза в бывшей Югославии. 12 июня на его место назначен Карл Бильдт, бывший премьер-министр Швеции[1].
  - Введена в действие индивидуальная программа партнёрства НАТО — Россия и документ «Области широкого, углублённого диалога и сотрудничества Россия — НАТО»[31].

### Июнь
- Июнь — Первая чеченская война: Взятие Ведено федеральными войсками.
- 1 июня — Казахстан и Македония установили дипломатические отношение[32][33][примечание 6].
- 2 июня — Боснийская война: Самолёт F-16C американских ВВС сбит силами ПВО вооружённых сил боснийских сербов ракетой, выпущенной из установки «Куб» возле города Мрконич-Град (Босния и Герцеговина). Американский пилот Скотт О’Грэйди благополучно катапультировался и шесть дней спустя (8 июня) был спасён.
- 3 июня
  - Боснийская война: министры обороны стран-участниц блока НАТО приходят к соглашению о необходимости создания мобильного резерва для маневрирования на театре военных действий (известен как «силы быстрого реагирования»), который мог бы использоваться в Боснии и Герцеговине. Резерв должен был быть приведён в боевую готовность к середине июля[1].
  - Ночью 4 июня при пожаре в общежитии Российского университета дружбы народов погибли 4 человека, шестеро пострадали[34]
- 7 июня — в транслируемом по телевидению обращении к парламенту премьер-министр Австралии Пол Китинг объявляет программу поэтапного превращения страны в республику к 2001 году[1]
- 8 июня
  - Президент Украины Леонид Кучма и Председатель Верховной Рады Украины Александр Мороз, действующий от имени парламента, подписали Конституционный договор, действовавший до момента принятия новой конституции[35]. Этот Конституционный договор был прообразом Конституции Украины, принятой в 1996 году.
  - Вячеслав Иваньков «Япончик» арестован по обвинению в вымогательстве.
- 9 июня
  - Японский парламент принимает резолюцию, в которой выражает сожаления по поводу действий Японии во время второй мировой войны, и критикует тех, кто не желает принять эти извинения[1].
  - Президент Украины Леонид Кучма и президент России Борис Ельцин встречаются в Сочи, и приходят к соглашению по спорному вопросу о разделе бывшего советского Черноморского флота[1][4].
  - Под Палмерстон-Нортом потерпел крушение самолёт de Havilland DHC-8-102 компании Ansett New Zealand, погибли 4 человека.
- 10 июня — нефтяная компания «Шелл» начинает буксировку бездействующей нефтяной платформы «Брент Спар» из Северного моря в Атлантику для глубоководной разведки новых месторождений. 16 июня активисты из «Гринпис» захватывают платформу. 20 июня после бойкота автозаправочных станций «Шелл» Германии и Нидерландах компания отказывается от своего намерения[1].
- 13 июня
  - Президент Франции Жак Ширак объявляет о проведении 8 ядерных взрывов на атолле Муруроа в Тихом океане в рамках французской ядерной программы (в нарушение собственного одностороннего моратория на ядерные испытания, введённого в апреле 1992 г.)[1].
  - Установлены дипломатические отношения между Россией и Андоррой[36][примечание 7].
- 14 июня — Боснийская война: боснийские правительственные войска переходят в генеральное наступление на позиции вооружённых сил боснийских сербов. В ответ боснийские сербы возобновляют обстрелы Сараево[1].

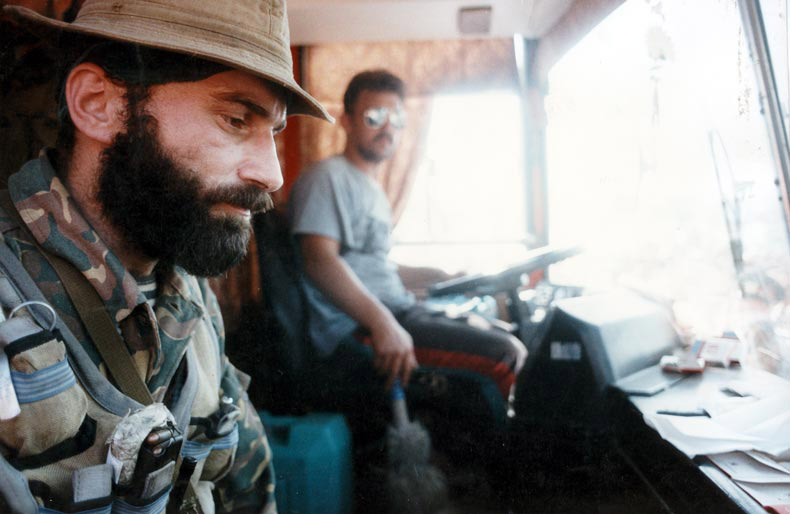
Организатор теракта Шамиль Басаев во время переговоров, 19 июня 1995 года

- 14—19 июня — Вооружённое нападение чеченских боевиков на г. Будённовск в Ставропольском крае. Чеченские боевики берут заложников и удерживают их в местной городской больнице. 19 июня большая часть заложников освобождена, а чеченским боевикам разрешено вернуться в Чечню[1].
- 16 июня — международный олимпийский комитет избрал Солт-Лейк-Сити местом проведения зимней Олимпиады 2002 года.
- 18 июня — в программе Первого канала «Один на один» с Александром Любимовым Владимир Жириновский во время дебатов облил Бориса Немцова апельсиновым соком. Этот факт вошёл в историю российского телевидения.
- 20 июня
  - В Тбилиси у подъезда своего дома на проспекте Чавчавадзе был убит руководитель Фонда Шеварднадзе «За демократию и возрождение» Солико Хабеишвили.
  - Азербайджан и Мозамбик установили дипломатические отношения[7].
- 22 июня — премьер-министр Великобритании Джон Мейджор неожиданно объявляет о своей отставке с поста лидера Консервативной партии и проведении новых выборов, посредством которых он надеется упрочить своё положение руководителя партии. 26 июня Джон Редвуд[англ.], британский министр по делам Уэльса, уходит в отставку и выставляет свою кандидатуру на предстоящих выборах руководителя Консервативной партии[1].
- 23 июня — Первая чеченская война: официальные представители Чечни и России заключают временное мирное соглашение, в соответствии с которым чеченские повстанцы должны сложить оружие, все 8 тысяч российских военнослужащих должны покинуть Чечню, а в сентябре в республике должны быть проведены выборы[1].
- 24 июня — в Лагосе потерпел катастрофу Ту-134А компании Harka Air Services, в результате чего погибли 16 человек.
- 26 июня — в Эфиопии совершено покушение на президента Египта Хосни Мубарака.
- 27 июня
  - 69-й старт (STS-71) по программе Спейс шаттл. 14-й полёт шаттла «Атлантис». Экипаж — Роберт Гибсон, Чарлз Прекорт, Эллен Бейкер, Грегори Харбо, Бонни Данбар, Анатолий Соловьёв (Россия), Николай Бударин (Россия). Первая стыковка шаттла со станцией «Мир».
  - В результате государственного переворота в Катаре свергнут с престола эмир Халифа бин Хамад Аль Тани. Новым эмиром стал его 43-летний сын Хамад бин Халифа Аль Тани. Халифа пришёл к власти в 1972 г., свергнув своего двоюродного брата Ахмада.
- 28 июня — Азербайджан и Македония установили дипломатические отношения[7].
- 29 июня
  - В Сеуле, Южная Корея, внезапно обрушился универсальный магазин, под обломками которого погибли около 500 человек.
  - Из-за сильного ливня в Харькове произошла крупная авария на Диканёвских очистных сооружениях и город на месяц остался без воды.

### Июль
- 4 июля — Джон Мейджор, набрав в свою поддержку 218 голосов при 82 голосах, отданных за Джона Редвуда, и 22 воздержавшихся или не принимавших участия в выборах, переизбран на пост руководителя Консервативной партии Великобритании. После победы Мейджора происходят перестановки в британском правительстве (5 июля), в результате которых Майкл Хезелтайн назначен заместителем премьер-министра[1].
- 5 июля
  - Единственный успешный побег из СИЗО «Матросская тишина» — бежал киллер Александр Солоник.
  - В Армении состоялись первый тур парламентских выборов первого созыва. Параллельно с парламентскими выборами был проведён конституционный референдум. Более 64 % избирателей поддержали проект новой конституции, которая заменила конституцию советского периода и предусматривала сильную президентскую систему правления.
  - Песня «Моя Москва» принята в качестве официального гимна столицы России.
- 6 июля — в России введён «валютный коридор».
- 6—13 июля — Боснийская война: взятие Сребреницы силами Войска Республики Сербской. Начинаются этнические чистки мусульман в Сребренице.
- 9 июля — двое психически нездоровых жителей Якутска захватили Ил-62 со 174 пассажирами. Самолёт приземлился в Норильске и был взят штурмом. Террористы арестованы и направлены на лечение.
- 10 июля
  - Убийство главы администрации Магарамкентского района Дагестана, депутата Народного Собрания республики Сергея Гаджиева.
  - В Бирме (современная Мьянма) лидер оппозиции Аун Сан Су Чжи неожиданно освобождена из-под домашнего ареста (арестована в июле 1989 г.). 10 октября она восстановлена в должности генерального секретаря Национальной лиги за демократию[1].
  - Папа римский Иоанн Павел II в специальном послании женщинам признал, что католическая церковь на протяжении многих лет дискриминировала их.
- 11 июля — США и Вьетнам восстановили полные дипломатические отношения[1].
- 12 июля — зарегистрирован национальный домен для Кыргызстана — .kg[37].
- 13 июля
  - 70-й старт (STS-70) по программе Спейс шаттл. 21-й полёт шаттла «Дискавери». Экипаж — Теренс Хенрикс, Кевин Крегель, Нэнси Кэрри, Доналд Томас, Мэри Уэбер.
  - Албания и Молдова вступили в Совет Европы[19].
- 14 июля — Боснийская война: боснийские сербы начинают атаки на зону безопасности в Жепе на востоке Боснии и Герцеговины.
- 18 июля
  - массовые беспорядки во время похорон патриарха УПЦ КП Владимира в Киеве.
  - Сенатская комиссия в США открывает слушания по делу о скандале вокруг фирмы «Уайтуотер»[1].
- 20 июля — Боснийская война: боснийские сербы и их союзники предпринимают наступление на зону безопасности в Бихаче на северо-западе Боснии и Герцеговины. 27 июля Хорватия вводит свои войска в Боснию и Герцеговину, чтобы оттянуть сербские силы от Бихача[1].
- 21 июля — Китай проводит ракетные испытания вблизи Тайваня (до 26 июля)[1].
- 22 июля — В США специальный прокурор Кеннет Старр, который расследует дело фирмы «Уайтуотер», вновь проводит допрос под присягой президента страны Клинтона и его супруги Хиллари[1].
- 25 июля
  - Террористический акт в Парижском Метро. Взрывное устройство, сделанное на основе газового баллона, взорвалось на станции Сен-Мишель. Погибли 8 человек, 117 были ранены. В качестве поражающих элементов были использованы гвозди[1].
  - Боснийская война: Сербские войска заняли Жепу.
- 25—26 июля — Боснийская война: автономная область Западная Босния была переименована в Республику Западная Босния[38].
- 25—30 июля — операция «Лето ’95». Совместная наступательная операция, предпринятая вооружёнными силами Хорватии и Боснии и Герцеговины при участии военных формирований самопровозглашённой Хорватской республики Герцег-Босна — Хорватским советом обороны — против войск Республики Сербской на западе Боснии и Герцеговины.
- 26 июля
  - Сенат США принимает закон, который даёт право США в одностороннем порядке отменять эмбарго на поставки оружия воюющим сторонам в Боснии и Герцеговине. 1 августа он утверждён палатой представителей, однако 11 августа президент Клинтон, использовав своё право вето, отклоняет закон[1].
  - Представители 15 стран Европейского союза подписывают Конвенцию о создании Европола — организации, призванной координировать деятельность полиции государств ЕС по борьбе с преступностью. Вступит в силу 1 октября 1998 года.
- 27 июля — Казахстан и Ямайка установили дипломатические отношения[32].
- 28 июля
  - Вьетнам становится первой социалистической страной, принятой в Ассоциацию государств Юго-Восточной Азии (АСЕАН)[1].
  - В соответствии с решением правительства штата Махараштра, город Бомбей, Индия, переименован в Мумбаи.
  - Казахстан и Панама установили дипломатические отношения[32].
- 29 июля — Во втором туре армянских парламентских выборов первого созыва Блок «Республика» во главе с АОД, поддерживаемый президентом Л. Тер-Петросяном, получил большинство в парламенте. К выборам не была допущена Армянская революционная федерация «Дашнакцутюн» по причине приостановки в декабре 1994 года её деятельности, а также ещё 8 партий; в связи с этим итоги выборов был подвергнуты сомнению многими международными обозревателями, указавшими на факты грубых нарушений.
- 30 июля — Первая чеченская война: представители Чечни и России подписывают в Грозном мирное соглашение[1].

### Август
- Август — арест и в дальнейшем суд над высокопоставленными офицерами Министерства Обороны Азербайджана по обвинению в покушении на Гейдара Алиева.
- 2 августа — начало вещания «Русского Радио».
- 3 августа — экипаж самолёта Ил-76, перевозившего амуницию (патроны) для центрального правительства в Кабуле, был принуждён к посадке в Кандагаре, являющегося фактически столицей движения Талибан, и захвачен афганскими талибами.
- 4—9 августа — операция «Буря». Армии Хорватии и официально признанного боснийского правительства уничтожают Республику Сербская Краина и Республику Западная Босния. В результате массового исхода 250 тысяч сербских беженцев Хорватия превратилась в моноэтническое государство[1].
- 6 августа — в Свердловской области состоялся первый тур губернаторских выборов[39].
- 8 августа — Война в Хорватии: В городе Двор-на-Уне совершены преступления против сербских гражданских лиц и инвалидов.
- 9 августа —
  - Боснийская война: американское правительство выдвигает новый план мирного урегулирования в Боснии[1].
  - Под Сан-Сальвадором произошла катастрофа самолёта Boeing 737-2H6 компании Aviateca, погибли 65 человек.
- 15 августа — в день 50-й годовщины окончания второй мировой войны премьер-министр Японии Томиити Мураяма выражает «чувство глубокого раскаяния» и «искренне просит прощения» за действия Японии в те годы[1].
- 16 августа
  - Большинство населения Бермудских островов на референдуме проголосовали против независимости и за сохранение статуса британской колонии[1].
  - После отправления поезда Казань—Москва в служебном купе произошёл взрыв, проводница получила сильные ожоги.
- 17 августа
  - В мусорной корзине на станции около Триумфальной арки в Париже взорвался газовый баллон. 17 раненых.
  - Забастовка работников Минского метрополитена, приведшая к остановке движения Минского метрополитена на несколько дней.
- 19 августа
  - Шесть основных противоборствующих группировок, участвующих в гражданской войне в Либерии, подписывают мирное соглашение в Абуйе, Нигерия[1].
  - Азербайджан и Уганда установили дипломатические отношения[7].
- 20 августа — Эдуард Россель одержал победу на губернаторских выборов в Свердловской области[39].
- 21 августа
  - Авиалайнер Embraer EMB-120RT Brasilia авиакомпании Atlantic Southeast Airlines (ASA) выполнял регулярный рейс ASE 529 по маршруту Атланта — Галфпорт, а на его борту находилось 3 члена экипажа и 26 пассажиров. Но через 20 минут после взлёта при наборе высоты произошло отделение лопасти воздушного винта у левого двигателя. Экипаж объявил чрезвычайную ситуацию и сначала решил вернуться в Атланту, но затем направился в аэропорт Западная Джорджия близ Карролтона. При заходе на посадку из-за быстрого снижения самолёта пилоты совершили вынужденную посадку на лес, при этом авиалайнер разрушился и загорелся. Погибли 8 человек, в том числе командир экипажа.
  - Принятие Конституции Эфиопии.
- 22 августа — Негассо Гидада стал президентом Эфиопии.
- 24 августа
  - Обвалился рынок межбанковских кредитов, 28 % российских банков прекратили свою работу.
  - Принятие Конституции Грузии.
  - Выпуск в свет операционной системы Windows 95.
- 25 августа — Война в Хорватии: в населённом пункте Грубори близ города Книн совершено преступление против сербских гражданских лиц.
- 27 августа — наихудший пожар в Нью-Йорке за последние 80 лет закончился после 4 дней.
- 28 августа
  - Боснийская война: в результате взрыва на рынке Маркале в Сараево погибли 43 человека, 81 был ранен. По версии НАТО причиной взрыва стал миномётный обстрел с сербских позиций.
  - В столице Монголии Улан-Баторе открывается фондовая биржа[1].
- 29 августа — покушение на Эдуарда Шеварднадзе: около парламентского гаража взорвалась машина «Нива», Шеварднадзе получил лёгкие ранения.
- 30 августа
  - Боснийская война: после отказа боснийских сербов убрать тяжёлое вооружение из района Сараево НАТО начала военную операцию «Обдуманная сила» против Республики Сербской (продолжалась до 14 сентября).
  - На общереспубликанском референдуме принята новая Конституция Республики Казахстан. Конституционный суд Республики Казахстан прекратил своё существование, на его месте создан Конституционный Совет Республики Казахстан.
  - Кабельная сеть новостей объединяется с интернетом.
- 31 августа
  - Создана Национальная ассоциация телерадиовещателей (НАТ).
  - Выпущена Command & Conquer — первая игра в одноимённой франшизе, оказавшая значительное влияние на становление жанра стратегий в реальном времени.
  - Подписано соглашение между Танзанией и ООН о размещении штаб-квартиры Международного трибунала по Руанде.[40]

### Сентябрь
- Сентябрь — Попытка военного переворота в Пакистане
- 1 сентября
  - в Либерии объявлено об образовании Государственного совета из шести человек. 3 сентября совет объявляет о формировании нового переходного правительства[1].
  - Президент Ельцин на форуме демократической прессы высказался о дискриминации и давлении на журналистов в России.
- 3 сентября
  - Старт космического корабля Союз ТМ-22. Экипаж старта — Юрий Гидзенко, Сергей Авдеев и Томас Райтер (Германия).
  - Террористический акт в Париже. На бульваре Решар-Ленуар в Париже взорвалась бомба. Ранено 4 человека, погибших нет.
  - Программист Пьер Омидьяр создаёт Интернет-аукцион под названием AuctionWeb, впоследствии превращающийся в компанию eBay Inc..
- 4 сентября — три американских военнослужащих обвинены в изнасиловании 12-летней девочки на Окинаве, Япония. Инцидент приводит к массовым протестам населения против присутствия в Японии американских военных[1].
- 5 сентября — Франция проводит первый испытательный ядерный взрыв на атолле Муруроа в южной части Тихого океана, вызвавший массовые протесты на Таити и в других регионах Тихого океана[1].
- 7 сентября
  - 71-й старт (STS-69) по программе Спейс шаттл. 9-й полёт шаттла «Индевор». Экипаж — Дэвид Уокер, Кеннет Кокрелл, Джеймс Восс, Джеймс Ньюман, Майкл Гернхардт.
  - Камбоджа и Узбекистан установили дипломатические отношение[10].
- 8 сентября — в Женеве, Швейцария, представители «контактной группы» (Великобритания, Германия, Россия, США и Франция) и министры иностранных дел Боснии и Герцеговины, Хорватии и Югославии приходят к соглашению об основных принципах заключения мирного договора между воюющими сторонами в Боснии (26 сентября в Нью-Йорке министры иностранных дел дорабатывают документ)[1].
- 8—22 сентября — Боснийская война: Боснийские и бошняцкие войска перешли в наступление в западной и центральной частях Боснии и Герцеговины, в результате чего доля контролируемой сербами территории уменьшается с 70 до 50 процентов.
- 9 сентября — В 07:15 около Ла Макарена[англ.], (Колумбия) разбился самолёт CASA 212 Aviocar 200 компании «SAENTA», не долетев до полосы в плохую погоду после того, как был перенаправлен из другого аэропорта. Из 22 человек на борту погиб 21.
- 11 сентября
  - Приземление корабля Союз ТМ-21. Экипаж посадки — Анатолий Соловьёв, Николай Бударин.
  - Владимир Мечьяр, премьер-министр Словакии объявляет о конвертируемости словацкой кроны с 1 октября 1995 года. 26 сентября Чехия объявляет о конвертируемости чешской кроны также с 1 октября 1995 года[1].
  - Мексиканское правительство и Сапатистская армия национального освобождения подписывают Договор о процедуре разрешения конфликта между официальными властями и повстанцами[1].
- 12 сентября
  - Во Франции генерал Жан Луи Мур, глава военно-исторического ведомства, допускает, что дело Дрейфуса 1894 года по обвинению в военном шпионаже частично основывалось на фальшивых документах[1].
  - В Брестской области выстрелами с вертолёта ПВО сбит воздушный шар, на борту которого находились два американских спортсмена — участники Международного чемпионата по воздухоплаванию. По официальной версии белорусских властей организаторы соревнований не предупредили соответствующие белорусские органы о направлении полёта шара.
- 13 сентября
  - Посольство США в Москве обстреляно неизвестным из гранатомёта РПГ-26[41]. Пострадавших не было, здание получило незначительные повреждения. Хотя истинные причины акции остаются неизвестными, высказывалось предположение, что она была совершена в знак протеста против операции «Обдуманная сила»[42]. Есть мнения, что этот обстрел совершил российский криминальный авторитет Владимир Татаренков[43].
  - Армения и Мозамбик установили дипломатические отношения[44].
  - США и Македония установили дипломатические отношения[45][примечание 8]
- 14 сентября — Казахстан и Ирак установили дипломатические отношения[32].
- 15 сентября
  - Президент Казахстана отдаёт распоряжение о переносе столицы государства расположенного на юге города Алма-Аты в северный город Акмолу. В этом районе преобладает неказахское население[1].
  - При попытке уйти на второй круг, самолёт Fokker 50 компании «Malaysian Airlines» задевает поверхность в 500 метрах перед полосой в Тавау (Малайзия) и разбился в трущобах. Из 53 человек на борту погибли 34.
- 17 сентября — на последних выборах в Законодательный совет Гонконга перед передачей этой области под юрисдикцию Китая, победу одерживает Демократическая партия, получившая 19 мест из 60[1].
- 19 сентября — в США газета «Вашингтон пост» выходит с вложенным в неё манифестом из 35 тысяч слов, который составлен террористом по прозвищу «Неизвестный бомбометатель», совершавшим свои преступления в течение 17 лет[1].
- 20 сентября — Первая чеченская война: взрыв в Грозном при следовании колонны с руководством республики и представителем президента России. Жертв не было.
- 21 сентября
  - Около Мурэна, Монголия, самолёт АН-24РВ компании «MIAT Mongolian Airlines», выполняющий рейс из Улан-Батора в Мурэн, разбился в горах из-за слишком раннего снижения. Из 43 человек на борту погибли 42.
  - В Махачкале группа «Альфа» провела 40-секундный штурм и освободила всех заложников. Боевики, накануне захватившие автобус с 18 пассажирами, требовали 1,5 миллиона долларов, оружие и самолёт. В ходе спецоперации по освобождению никто не пострадал, оба террориста были обезврежены.
- 22 сентября — Анкоридж, Аляска, США. Прямо на взлёте в двигатели #1 и #2 самолёта Боинг E-3A ВВС США попадает множество птиц. Вскоре после этого самолёт падает на лесистый склон холма и загорается. Все 24 человека на борту погибают.
- 23 сентября
  - В Мюнхене 30 тысяч демонстрантов протестуют против решения германского Федерального конституционного суда от 10 августа о том, что принятый в Баварии обычай вешать в школьных классах распятие противоречит Основному закону страны.
  - Официальная государственная регистрация Акционерного общества открытого типа Ростелеком.
- 24 сентября — мыс Стерлигова, Россия. Разбился вертолёт Ми-8. Все 15 человек на борту погибли.
- 25 сентября — премьер-министр Израиля Ицхак Рабин и председатель ООП Ясир Арафат подписали в Вашингтоне развёрнутое соглашение о создании палестинской автономии на Западном берегу реки Иордан.
- 26 сентября
  - В Японии маклер по торговым операциям с облигациями Тосихидэ Игути из банка «Дэйва» обвинён в причинении убытков на сумму в 1,1 миллиарда долларов вследствие его незаконных операций. Это самые крупные финансовые потери в истории японских банков. Позднее президент банка, председатель правления и два главных управляющих уходят в отставку.
  - Боснийская война: в Нью-Йорке министры иностранных дел дорабатывают соглашение об основных принципах заключения мирного договора между воюющими сторонами в Боснии.
  - Тысячи преподавателей собрались на митинг в центре Петербурга. Сотрудники системы образования дали правительству месяц на погашение задолженности по зарплатам и потребовали увеличить размер оплаты труда.
- 27 сентября — Великобритания и Аргентина заключают соглашение о разработке нефтяных и газовых месторождений в Южной Атлантике к юго-западу от Фолклендских островов. Надзор за добычей полезных ископаемых поручен совместной комиссии[1].
- 28 сентября — Война в Хорватии: в населённом пункте Вариводе близ города Кистанье совершенны преступление против сербских гражданских лиц.
- 30 сентября— был получен последний сигнал от «Пионер-11».
- 30 сентября—1 октября — в Латвии состоялись парламентские выборы. Демократическая партия «Саймниекс» стала крупнейшей партией в Сейме, получив 18 из 100 мест.

### Октябрь
- 1 октября
  - Глава Нигерии Сани Абача заявляет, что военное правительство будет оставаться у власти до 1 октября 1998 года[1].
  - На всеобщих выборах в Португалии социал-демократическая партия потерпела тяжёлое поражение, а победу одержали социалисты. Новое правительство, состоявшее из социалистов и беспартийных, возглавил лидер социалистов Антониу Гутерреш.
- 2 октября
  - В Грузии введена в обращение национальная денежная единица — лари, заменяющая собой купоны.
  - Азербайджан и Узбекистан установили дипломатические отношения[7][46][примечание 9].
- 3 октября — На президента Македонии Киро Глигорова совершено покушение в Скопье. Стоян Андов стал исполняющим обязанности главы государства.
- 4 октября
  - Барскаун, Кыргызстан. Вертолёт Ми-8 компании «Kirghizia Aba Zaoldoru» разбился в горах. Все 15 человек на борту погибают.
  - На телеканале TV Tokyo состоялась премьера аниме-сериала Евангелион.
- 5 октября — Боснийская война: президент США Билл Клинтон объявляет о заключении соглашения о прекращении огня в Боснии и Герцеговине сроком 160 дней, которое должно вступить в силу 10 октября (вступает в силу 12 октября)[1].
- 6 октября
  - Указ Президента РФ Бориса Ельцина РГТРК «Останкино» ликвидирована.
  - Первая чеченская война: в Грозном произошло покушение на командующего внутренними войсками МВД России и командующего федеральной группировкой войск генерал-лейтенанта Анатолия Романова. Генерал получил тяжёлые травмы и в течение многих лет после покушения находился в коме.
  - Террористический акт в Парижском Метро. В районе станции Мезон Бланш взорвалась бомба. Погибших нет, 13 раненых.
  - Узбекистан, Румыния и Сенегал установили дипломатические отношения[10][47][примечание 10].
- 8 октября — Принятие Конституции Уганды.
- 9 октября
  - крушение поезда в Аризоне, погиб один человек, 78 были ранены (из них 12 человек получили тяжёлые травмы).
  - Землетрясение магнитудой 8,0 и интенсивностью VIII по шкале Меркалли в Колиме (США, Мексика).
- 10 октября — Боснийская война: в Мрконич-Граде произошла массовая казнь сербов хорватскими солдатами.
- 14 октября — террорист Сургай захватил автобус с 26 южнокорейскими туристами на Васильевском спуске в Москве. Он требовал 1 000 000 долларов и угрожал взорвать автобус в случае невыполнения своих требований. Во время штурма террорист был убит сотрудниками группы «А», заложники не пострадали[48].
- 15 октября
  - Саддам Хусейн получил 99,96 % голосов на президентских выборах в Ираке.
  - Парламентские выборы на Аландских островах
  - Сильвио Берлускони, бывший премьер-министр Италии, и его брат Паоло предстают перед судом по обвинению в коррупции[1].
  - После того, как бывшая югославская республика Македония согласилась с изменением её государственного флага и конституции, соседняя Греция оканчивает её 20-месячную блокаду.
  - В Республике Калмыкия избран на 7 лет единственный кандидат — президент Кирсан Илюмжинов — 85,09 %. Явка составляла 77,33 %[39].
- 16 октября — в Вашингтоне проходит «марш миллиона человек», организованный Луисом Фарракханом, лидером организации «Потерянная и найденная исламская нация». Фарракхан призывает 837 тысяч негров-мужчин, участвующих в манифестации, к моральному и духовному обновлению и обвиняет белых в расизме[1].
- 17 октября
  - Террористический акт в Парижском Метро. Ранены 29 человек, 5 в тяжёлом состоянии и 2 в критическом.
  - Регулярные войска Шри-Ланки начинают наступательную операцию «Ривираса» против укреплённого пункта тамильских повстанцев в Джаффне[1].
- 20 октября
  - 72-й старт (STS-73) по программе Спейс шаттл. 18-й полёт шаттла «Колумбия». Экипаж — Кеннет Бауэрсокс, Кент Роминджер, Кэтрин Торнтон, Катерина Коулман, Майкл Лопес-Алегриа, Фред Лесли, Альберт Сакко.
  - Вилли Клаас, генеральный секретарь НАТО, уходит в отставку после того, как бельгийский парламент проголосовал за лишение его депутатской неприкосновенности, в результате чего против Клааса могло быть возбуждено уголовное дело по обвинению в коррупции[1].
- 22 октября — на парламентских выборах в Швейцарии Социал-демократическая партия стала крупнейшей парламентской партией, получив 54 из 200 мест Национального совета.
- 23 октября — в Нью-Йорке состоялась российско-американская встреча в верхах. Была достигнута договорённость о проведении совместной миротворческой операции в Боснии, в ходе которой российские боевые части должны были участвовать в операции вместе с военными из стран НАТО.
- 25 октября — В Санкт-Петербурге начались съёмки детективного телесериала «Улицы разбитых фонарей».
- 26 октября
  - После шести с половиной лет простоя вновь вводится в эксплуатацию Армянская АЭС, прекрасно перенёсшая страшное Спитакское землетрясение 1988 года и закрытая во всеармянском «экологическом порыве» времён перестроечной эйфории. Оказавшись без света и тепла, общественность повернулась лицом к атомной энергетике, и с помощью российского целевого кредита и российских специалистов АЭС в короткие сроки удалось реанимировать.
  - Авиакатастрофа на аэродроме «Максимовка» города Уфы. При заходе на посадку самолёт Ан-32 падает в 300 м от взлётно-посадочной полосы и загорается. Из 13 человек, находящихся на борту, семеро погибают, остальные госпитализированы.
- 27 октября
  - В Монреале прошёл самый массовый в истории Канады митинг, организованный противниками отсоединения Квебека от страны[49].
  - Армения и Узбекистан установили дипломатические отношения[10][примечание 11].
- 28 октября — пожар в Бакинском метро. Погибли 289 человек.
- 29 октября — на досрочных парламентских выборах в Хорватии партия Хорватское демократическое содружество президента Франьо Туджмана набрала 45,2 % голосов избирателей, тем не менее, вместо необходимого для большинства 86 мандатов она получила 75 из 127 мест.
- 30 октября
  - на референдуме в Квебеке, Канада, избиратели незначительным большинством отвергают предложение о выходе этой провинции из состава Канадской федерации (против проголосовали 50,56 процента участников)[1].
  - Эммануэль Ракутувахини назначен на пост премьер-министра Мадагаскара.
- 31 октября — Украина завершает выполнение условий договора об обычных вооружениях, ликвидируя последний, предусмотренный договором, танк Т-62.

### Ноябрь
- 1 ноября — Боснийская война: на военной авиабазе Райт-Паттерсон[англ.] в Дейтоне, штат Огайо, США, начинаются мирные переговоры между представителями воюющих сторон в Боснии и Герцеговине. Делегации возглавляют Алия Изетбегович, президент Боснии, Франьо Туджман, президент Хорватии, и Слободан Милошевич, президент Сербии. Милошевич также представлял боснийских сербов[1].
- 3 ноября
  - Королева Великобритании Елизавета II даёт королевскую санкцию в Веллингтоне, Новая Зеландия, на пакет законов, обеспечивающих возврат земель и выплату компенсаций племени маори тайнуи и приносит извинения за британскую агрессию в конце 60-х годов прошлого века[1].
  - Взрыв на военном заводе в Рио-Терсеро повлекла массовые жертвы и значительные разрушения. Жертвами катастрофы стали 7 человек, свыше 300 получили ранения и ожоги.
- 4 ноября — Ицхак Рабин, премьер-министр Израиля, убит на мирном митинге в Тель-Авиве. Убийство совершил еврей, студент юридического факультета Игаль Амир, который таким образом выразил свой протест против возвращения земель палестинцам. И. о. премьер-министром стал Шимон Перес (22 ноября утверждён в должности.).
- 5 ноября
  - Президентом Грузии избран Эдуард Шеварднадзе. В этот же день прошёл первый тур парламентских выборов.
  - Первый тур президентских выборов в Польше.
  - Хавьер Солана, министр иностранных дел Испании, который в своё время активно выступал против вступления страны в НАТО, назначен генеральным секретарём этого блока[1].
- 8 ноября
  - На встрече министров обороны России и США в Брюсселе достигнута договорённость об участии российских войск в многонациональных силах в Боснии и Герцеговине[4].
  - Дмитрий Вернер открывает сетевой проект «Анекдоты из России».
- 9 ноября
  - Самолёт Fokker F-27 Friendship 400M компании Lineas Aereas del Estado разбился о 8000-футовые горы около Луяба (Аргентина) в полёте из Комодоро Ривадвиа в Кордобу в дождь и при сильной турбулентности. Все 52 человека на борту погибли[50].
  - Украина и Македония вступили в Совет Европы[19].
- 10 ноября
  - Власти Нигерии отдают распоряжение о казни через повешение писателя Кена Саро-Вива и восьмерых его сторонников, организовавших кампанию против разрушения природной среды в районе Огони. 11 ноября Нигерия исключена из Содружества[1].
  - Азербайджан и Нигер установили дипломатические отношения[7].
- 12 ноября
  - 73-й старт (STS-74) по программе Спейс шаттл. 15-й полёт шаттла «Атлантис». Экипаж — Кеннет Камерон, Джеймс Холселл, Крис Хэдфилд, Джерри Росс, Уильям Макартур.
  - Война в Хорватии: хорватское правительство и сербские лидеры приходят к соглашению о передаче Восточной Славонии, последней хорватской области, контролируемой сербами, под юрисдикцию Хорватии[1].
  - В Табакосовхозе Крымского района казаки Новоукраинского куреня и баркашовцы, руководимые атаманом куреня Борисом Ястребом, устраивают погром и публичные порки турок-месхетинцев. Одна пожилая месхетинка после побоев умирает.
  - Власти Азербайджана провели в стране референдум, на котором большинством в более чем 90 % голосов была одобрена новая конституция, предоставившая президенту чрезвычайно широкие полномочия. Одновременно состоялся первый тур выборов в парламент Милли меджлис[51][52].
  - Инцидент с MD-83 в Виндзор-Локсе: при заходе на посадку самолёт компании American Airlines задел деревья на склоне холма, но пилоты смогли совершить приземление.
- 13 ноября
  - Содружество принимает в свои ряды Мозамбик, бывшую португальскую колонию[1].
  - Кадуна, Нигерия. Самолёт Boeing B-737-2F9 компании «Nigeria Airways» коснулся взлётно-посадочной полосы почти на её середине, свернул с полосы в сторону, и под ним загорелась трава. Из 137 человек на борту погибли 9.
  - В ходе противостояния республиканского конгресса и президента Клинтона по вопросу о государственном бюджете на 1996 год президент блокирует две временные расходные статьи, что приводит к закрытию некоторых второстепенных правительственных программ, начиная с 14 декабря. 19 ноября принимается решение, которое позволяет обеспечить финансирование важных правительственных программ до 15 декабря[1].
- 14 ноября — в Москве открывается первый съезд оленеводов России, который примет решение о создании Всероссийского союза оленеводов.
- 15 ноября
  - Премьер-министр Франции Ален Жюппе объявляет о реформах в области социального обеспечения, призванных обеспечить сокращение правительственных расходов. Это решение приводит к забастовкам протеста, а после объявления о сокращении расходов на железнодорожный транспорт бессрочную забастовку с 23 ноября начинают железнодорожники[1].
  - Последний день перерегистрации акций АО «МММ».
  - Поступили в обращение первые почтовые марки России по программе «Европа».
- 16 ноября
  - Гражданская война в Алжире: взрыв начинённой динамитом машины у здания генеральной дирекции национальной безопасности в алжирской столице (7 погибло, 100 получили ранения).
  - в Алжире прошли президентские выборы, которые бойкотировались многими партиями, поэтому Ламин Зеруаль практически без борьбы одержал победу, набрав 61 процент голосов.
- 17 ноября—28 декабря — в России проведены залоговые аукционы, в результате которых в собственность ряда коммерческих банков перешли государственные пакеты акций нескольких крупных компаний (таких как «ЮКОС», «Норильский никель», «Сибнефть»)[4].
- 18 ноября — Ватикан подтвердил запрет на передачу духовных должностей лицам женского пола.
- 19 ноября
  - во втором туре президентских выборов в Польше победу одержал бывший лидер Социал-демократической партии Александр Квасьневский[1].
  - во втором туре парламентских выборов в Грузии большинство голосов завоевал «Союз граждан Грузии» (лидер Эдуард Шеварднадзе).
- 20 ноября — в Шри-Ланке правительственные войска подходят к Джаффне и 24 декабря блокируют город[1].
- 21 ноября — Боснийская война: представители воюющих сторон в Боснии и Герцеговине на мирных переговорах составляют первоначальный всеобъемлющий план урегулирования конфликта[1].
- 22 ноября
  - Совет Безопасности ООН временно отменил санкции в отношении Союзной Республики Югославия. Принято решение о постепенном снятии эмбарго на торговлю оружием[53][54].
  - Азербайджан и Ямайка установили дипломатические отношения[7].
- 24 ноября — Азербайджан и Бруней установили дипломатические отношения[7].
- 25 ноября
  - на проводимом в Ирландии референдуме граждане высказываются за отмену конституционного запрета разводов. Сторонники разрешения разводов одерживают победу с перевесом в 9114 голосов.
  - на парламентских выборах в Кот-д’Ивуаре Демократическая партия вновь победила, получив 148 из 175 мест парламента.
- 26 ноября

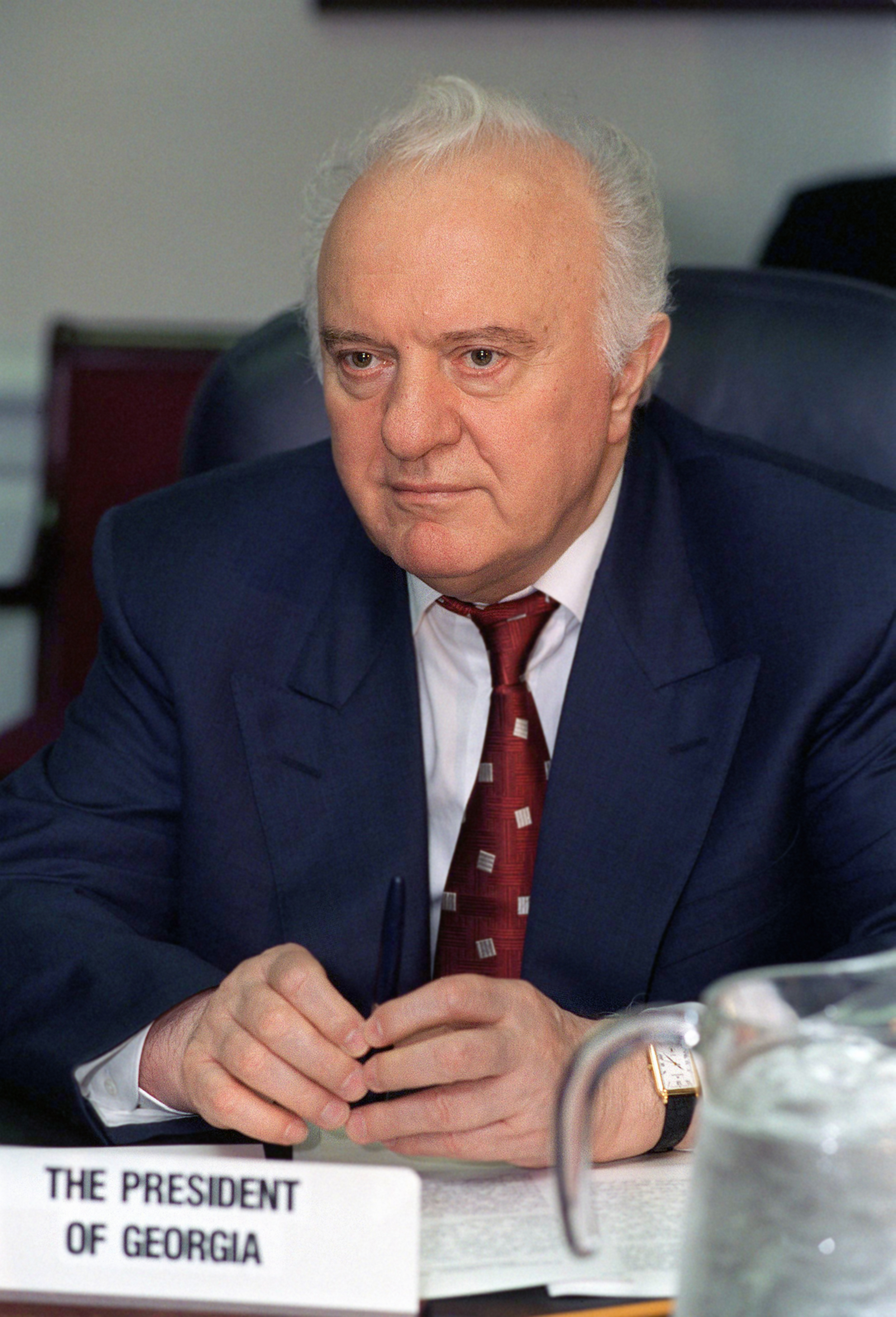
Эдуард Шеварднадзе

- - Эдуард Шеварднадзе вступил в должность президента Грузии.
  - В городе Петровске-Забайкальском Читинской области убит депутат Госдумы Сергей Маркидонов.
  - В Азербайджане состоялся второй тур выборов в парламент Милли меджлис[51].
- 27 ноября
  - В Аруше, Танзания, Международный трибунал по уголовным преступлениям приступил к расследованию обстоятельств трагедии в Руанде[1].
  - Азербайджан и Литва установили дипломатические отношения[7].
- 28 ноября
  - В Лондоне накануне визита президента США Клинтона на Британские острова премьер-министры Великобритании и Ирландии объявляют о создании трёхсторонней комиссии для проверки результатов операции по изъятию оружия у террористов. Объявлено также о намерении провести в конце февраля 1996 года многосторонние переговоры по Северной Ирландии[1].
  - Казахстан и Гондурас установили дипломатические отношения[32].
- 29 ноября
  - В Белоруссии прошёл первый тур повторных выборов депутатов Верховного Совета.
  - В море у Лабуана, Малайзия, разбился вертолёт Bell 412 компании «Sabah Air». Все 10 человек на борту погибли.
- 30 ноября — в Вануату состоялись парламентские выборы. Премьер-министром в результате создания парламентской коалиции остался представитель Союз умеренных партий Серж Вохор.

### Декабрь
- 1 декабря
  - Началось движение троллейбусов по первому городскому маршруту в Великом Новгороде.
  - В КНР открылась Цзитунская железная дорога, на которой 100 % перевозок осуществлялось паровозами.
  - Армения и Ямайка установили дипломатические отношения[55].
- 2 декабря — в Краснодарском крае пропал без вести депутат Госдумы Юрий Поляков. В 1997 году признан мёртвым, тело так и не было найдено.
- 3 декабря — в Венесуэле прошли третьи в истории страны региональные выборы после децентрализации 1989 года. Явка составили 46,2 %.
- 5 декабря — Ту-134Б-3 компании АЗАЛ (Азербайджанские авиалинии) выполнял регулярный пассажирский рейс A-56 по маршруту Нахичевань—Баку, когда вскоре после вылета у него отказал один из двигателей. Запутавшись в возникшей ситуации, экипаж ошибочно отключил второй, исправный двигатель. Тогда командир принял решение осуществить аварийную посадку на поле, но при попытке отвернуть от жилых районов, случайно ввёл самолёт в слишком крутой крен с быстрой потерей высоты. Авиалайнер упал на поле и врезался в бетонное основание линии электропередачи, в результате чего полностью разрушился. В происшествии погибли 52 человека. Это крупнейшая авиационная катастрофа в Азербайджане с 1991 года.
- 7 декабря — Авиалайнер Ту-154Б-1 Хабаровского объединённого авиаотряда, совершавший рейс KHV 3925/3949 по маршруту Хабаровск—Южно-Сахалинск—Хабаровск—Улан-Удэ—Новосибирск, врезался в гору Бо-Джауса в 274 километрах от Хабаровска. Погибли все находившиеся на его борту 98 человек (90 пассажиров и 8 членов экипажа).
- 8 декабря — Николоз Лекишвили стал государственным министром Грузии.
- 9 декабря — в Казахстане прошёл первый тур досрочных парламентских выборов.
- 10 декабря
  - Первая чеченская война: боевики Салмана Радуева захватили Гудермес, но к 23 декабря с применением авиации, РСЗО «Град» и артиллерии, отступили.
  - Состоялся второй тур повторных выборов депутатов Верховного Совета Республики Беларусь. В итоге число избранных депутатов достигло 198, что было достаточно для правомочности нового состава Верховного Совета. Большинство мест в парламенте получили коммунисты и аграрии — около 78 мандатов из 260, не считая беспартийных. Исходя из этого, председателем ВС был избран лидер аграрной партии Семён Шарецкий.
- 12 декабря
  - Туркменистан провозгласил постоянный нейтралитет. Была принята Резолюция Генеральной Ассамблеи ООН № 50/80, в которой выражалась надежда на то, что «статус постоянного нейтралитета Туркменистана будет содействовать укреплению мира и безопасности в регионе». В этой резолюции ООН «признаёт и поддерживает провозглашённый Туркменистаном статус постоянного нейтралитета». За её принятие проголосовали 185 государств-членов мирового сообщества.
  - Три самолёта Су-27 пилотажной группы «Русские витязи», возвращавшиеся из Малайзии с авиашоу «ЛИМА-95», потерпели катастрофу при заходе на посадку для дозаправки в Камрани (Вьетнам). Из-за плохой видимости они врезались в сопку[56].

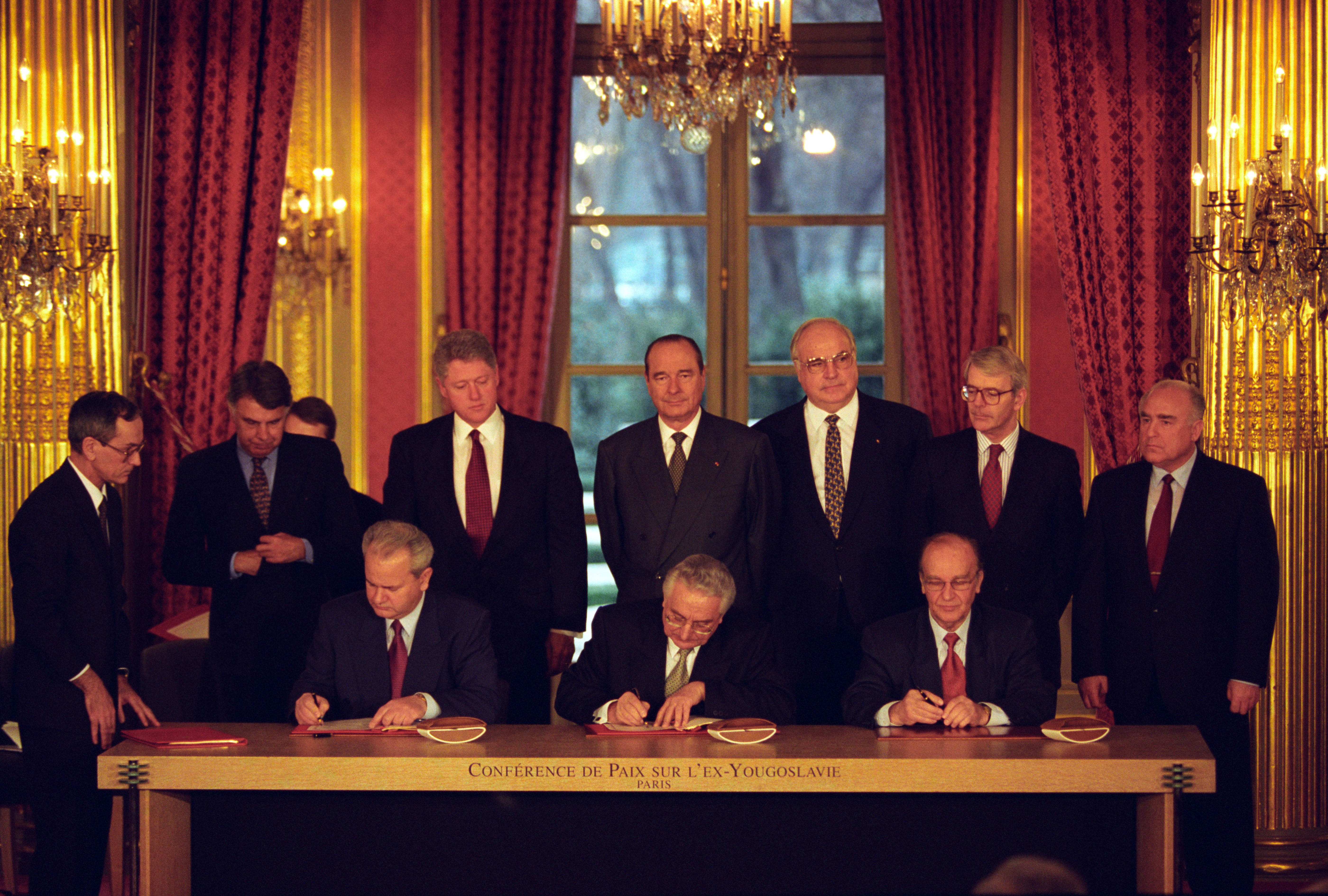
Сербский президент Слободан Милошевич, боснийский президент Алия Изетбегович и президент Хорватии Франьо Туджман подписывают Дейтонское соглашение в Париже.

- 13 декабря — Катастрофа Ан-24 под Вероной, 49 погибших.
- 14 декабря
  - Боснийская война: в Париже лидером боснийских мусульман Алиёй Изетбеговичем, президентом Сербии Слободаном Милошевичем и президентом Хорватии Франьо Туджманом подписаны соглашения, положившие конец войне в Боснии[1][4].
  - Первая чеченская война: боевики Руслана Гелаева захватили Урус-Мартан и Ачхой-Мартан, но 19—20 декабря отступили. В операции по их изгнанию из данных населённых пунктов впервые участвует пророссийская чеченская милиция.
- 14—17 декабря — в Чечне прошли выборы, проводившиеся с большим количеством нарушений, но, тем не менее, признанные состоявшимися. Сторонники сепаратистов заранее заявили о бойкотировании и непризнании выборов. На выборах победил Доку Завгаев, получив свыше 90 % голосов избирателей; при этом в выборах участвовали все военнослужащие ОГВ[39][57].
- 15 декабря — Совет Безопасности ООН одобрил создание сил по выполнению мирного соглашения в Боснии и Герцеговине под руководством НАТО.
- 15—17 декабря — вооружённое столкновение между Йеменом и Эритреей.
- 16 декабря — Работа американского правительства снова оказывается в значительной степени парализованной после завершения программы временного финансирования, в то время как противостояние президента страны и республиканцев в конгрессе по вопросу о государственном бюджете на 1996 год продолжается[1].
- 17 декабря
  - На выборах в Государственную Думу России второго созыва больше всех голосов получила Коммунистическая партия Геннадия Зюганова (22,3 %).
  - В двенадцати субъектах России прошли выборы глав регионов. Губернатором Приморского края избран Евгений Наздратенко (68,5 %); губернатором Белгородской области избран Евгений Савченко (55,5 %); губернатором Нижегородской области избран Борис Немцов (58,3 %); губернатором Новгородской области избран Михаил Прусак (56,1 %); губернатором Омской области избран Леонид Полежаев (59,6 %); губернатором Оренбургской области избран Владимир Елагин (58,7 %); губернатором Тверской области избран Владимир Платов (50,5 %); губернатором Томской области избран Виктор Кресс (52,0 %); губернатором Ярославской области избран Анатолий Лисицын (51,8 %); в Московской, Новосибирской, и Тамбовской областях назначены вторые туры голосования[39].
- 18 декабря — в провинции Северная Лунда и в окрестностях Каунгулы произошла катастрофа Lockheed L-188C Electra компании Trans Service Airliftruen, при этом погиб 141 человек. Крупнейшая авиакатастрофа в Анголе и с участием L-188.
- 19 декабря — Убийство Селин Фигар
- 20 декабря
  - Авиалайнер Boeing 747-136 авиакомпании Tower Air выполнял внутренний рейс TOW41 по маршруту Нью-Йорк — Майами, но через несколько секунд после взлёта рухнул на землю в 1430 метрах от взлётной полосы. От удара у самолёта сломалась передняя стойка шасси и погнулось крепление правого внутреннего двигателя (№ 4), но пожара не возникло, самолёт не разрушился. Никто из находившихся на его борту 468 человек (451 пассажир и 17 членов экипажа) не погиб, ранения получили 25 человек — 1 член экипажа (бортпроводник) и 24 пассажира.
  - Авиалайнер Boeing 757-223 авиакомпании American Airlines, совершавший рейс AA 965 по маршруту Майами—Кали, врезался в гору Эль-Делювио при заходе на посадку. Из находившихся на его борту 163 человек (155 пассажиров и 8 членов экипажа) погибли 159, выжили 4 человека (изначально выжило 5 человек, но последний умер в больнице). Также в катастрофе выжила собака одного из погибших пассажиров.
  - НАТО принимает командование многосторонними силами в Боснии и Герцеговине[4].
- 21 декабря
  - Основание города Сан-Себастьян-ду-Анта в Бразилии.
  - Уткир Султанов стал премьер-министром Республики Узбекистан.
  - Андрис Шкеле стал премьер-министром Латвии.

- 23 декабря

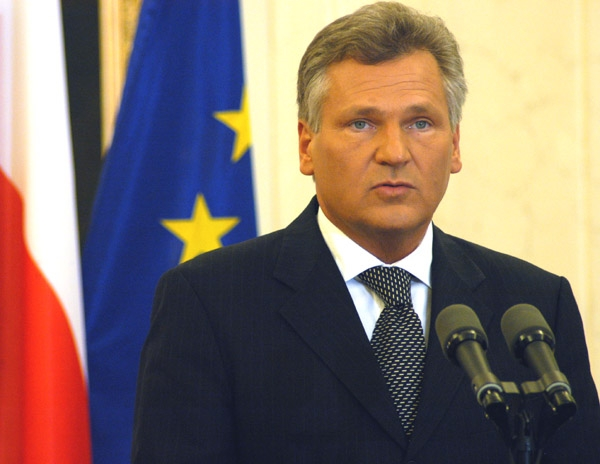
Александр Квасьневский

  - Александр Квасьневский вступил в должность президента Польши.
  - На пустыре близ Гренобля, Франция, обнаружены тела 16 членов религиозной секты «Солнечный храм». По материалам расследования предполагалось, что 14 человек были застрелены двумя другими членами секты, которые затем совершили самоубийство.
  - Во втором туре парламентских выборов в Казахстане победила Партия народного единства Казахстана, которая получила 25 из 67 мест. Явка составила 79,8 %.

- 24 декабря

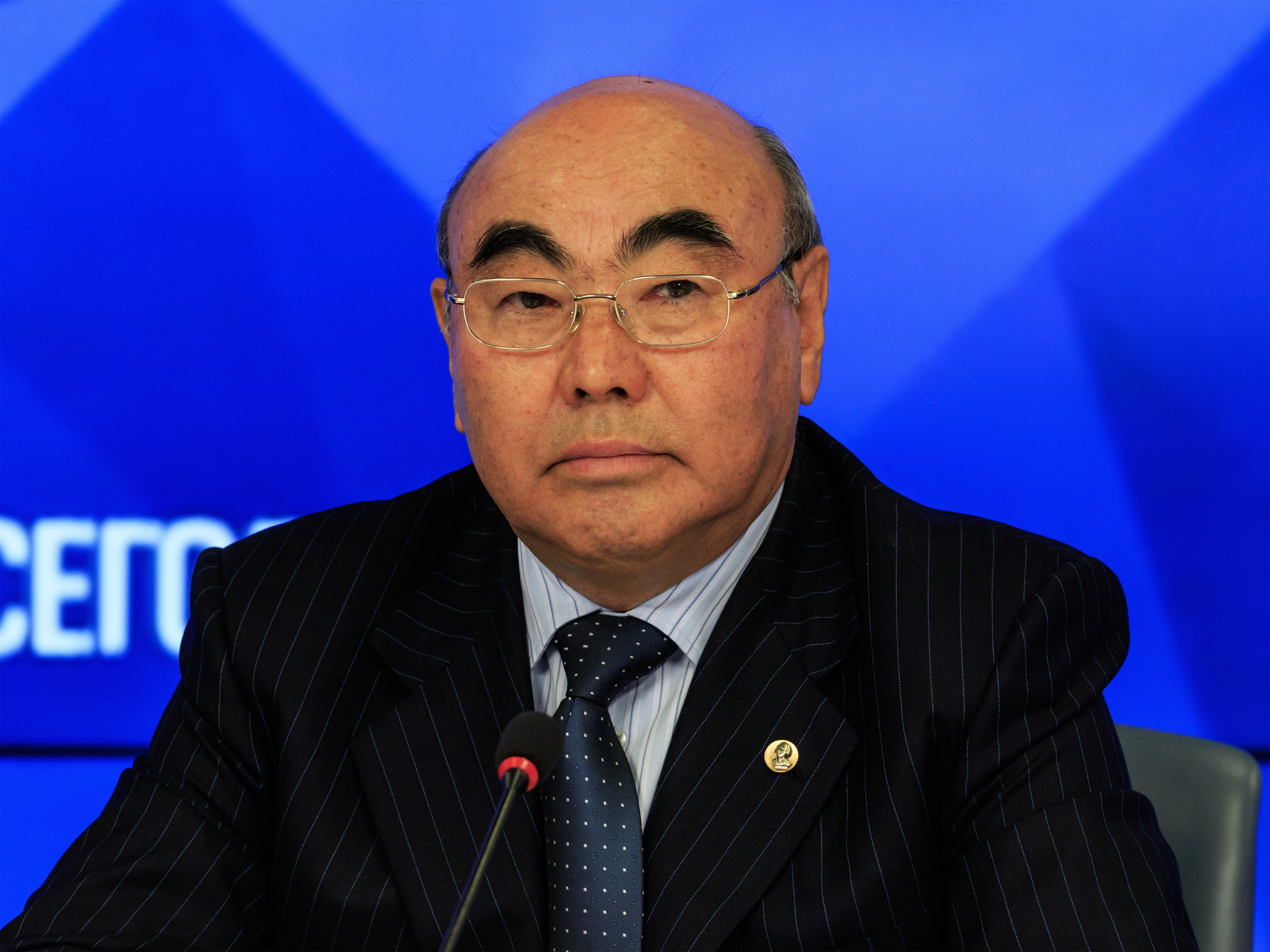
Аскар Акаев

  - Аскар Акаев переизбран президентом Кыргызстана на второй срок. Его поддержали более 70 процентов голосовавших.
  - На губернаторских выборах в Новосибирской и Тамбовской области победили Виталий Муха (54,0 %) и Александр Рябов (52,6 %) соответственно[39].
  - на парламентских выборах в Турции победу одержала религиозная оппозиционная Партия благоденствия. Возглавляемая исламистом Неджметтином Эрбаканом, она получила относительное большинство голосов (21 %), но при этом ни одна партия не получила достаточно мандатов, чтобы сформировать правительство. После нескольких месяцев политических манёвров Эрбакан и премьер-министр Тансу Чиллер пришли к соглашению о создании коалиционного правительства.
- 26 декабря — подписан Федеральный Закон «Об акционерных обществах».
- 27 декабря — состоялись перевыборы парламента Кот-д’Ивуара после того, как результаты в 7 избирательных округах были аннулированы. В результате переголосования Демократическая партия увеличила своё представительство до 150 мест. Даниэль Каблан Дункан остался премьер-министром.
- 29 декабря — открыт Днепропетровский метрополитен. Первый участок длиной 7,8 км с 6-ю станциями.
- 30 декабря
  - Установлены Почётные звания Российской Федерации.
  - Анатолий Тяжлов избран губернатором Московской области, набрав 70,8 % голосов[39].
- 31 декабря — президент Алжира Ламин Зеруаль назначил Ахмеда Уяхья премьер-министром.

### Без точных дат
- Британский математик Эндрю Уайлс опубликовал доказательство теоремы Ферма.
- Мощи преподобной Соломонии Юрьевны Сабуровой перенесены в Покровский собор Покровского монастыря в Суздале[58].

### Продолжающиеся события
- Гражданская война в Бирме
- Гражданская война в Гватемале
- Гражданская война в Анголе
- Война в Восточном Тиморе
- Ачехский конфликт
- Вторая гражданская война в Судане
- Гражданская война на Шри-Ланке
- Турецко-курдский конфликт
- Арабо-израильский конфликт
- Карабахский конфликт
- Гражданская война в Сомали
- Первая гражданская война в Либерии
- Гражданская война в Афганистане
- Конфликт в Индийском Кашмире
- Грузино-южноосетинский конфликт
- Грузино-абхазский конфликт
- Гражданская война в Таджикистане
- Первая чеченская война

## Государственные флаги новых государств
Ниже приведены флаги государств и непризнанных государственных образований, объявивших о независимости в 1995 году. Флаги приведены на момент провозглашения независимости.

## Персоны года
Человек года по версии журнала Time — Ньют Гингрич, американский политик.

## Родились
См. также: Категория:Родившиеся в 1995 году

## Скончались
См. также: Категория:Умершие в 1995 году

## Нобелевские премии
- Физика — Мартин Перл — «За открытие тау-лептона», Фредерик Рейнс — «За экспериментальное обнаружение нейтрино».
- Химия — Крутцен, Пауль, Молина, Марио, Роуланд, Шервуд — «За работу по атмосферной химии, особенно в части процессов образования и разрушения озонового слоя».
- Медицина и физиология — Льюис, Эдвард, Нюсляйн-Фольхард, Кристиана, Вишаус, Эрик — «За открытия, касающиеся генетического контроля на ранней стадии эмбрионального развития».
- Экономика — Лукас, Роберт — «За развитие и применение гипотезы рациональных ожиданий, трансформацию макроэкономического анализа и углубление понимания экономической политики».
- Литература — Шеймас Хини — «За лирическую красоту и этическую глубину поэзии, открывающую перед нами удивительные будни и оживающее прошлое».
- Премия мира — Ротблат, Джозеф — «За усилия уменьшить роль, играемую ядерными вооружениями в международной политике, и в будущем уничтожить ядерное оружие».

## Комментарии
1. ↑  В Загребе функционирует Посольство Азербайджана. Интересы Хорватии в Азербайджане представляет Посольство Хорватии в Анкаре (Турция).
2. ↑  Хорватия признала независимость Узбекистана 28 декабря 1991 года. Интересы Хорватии в Узбекистане представляет Посольство Хорватии в Анкаре (Турция). Узбекистан признал Хорватию 6 февраля 1995 года.
3. ↑  Первый посол США в Андорре (с резиденцией в Мадриде) вручил верительные грамоты 30 октября 1998 года, первый посол Андорры в США (самый молодой на тот момент посол иностранного государства, в возрасте 26 лет) — 6 февраля 1996 года.
4. ↑  США признали независимость Антигуа и Барбуды (в прошлом британской колонии), а также установили с ней дипломатические отношения 1 ноября 1981 года. Тогда же статус Генерального консульства США в Сент-Джонсе был повышен до статуса Посольства США (при этом резиденция посла располагалась в Бриджтауне в Барбадосе). 30 июня 1994 года Посольство США в Сент-Джонсе было закрыто.
5. ↑  В России отсутствует Посольство Доминики. Интересы страны представляет Посольство Великобритании. Резиденция посла Доминики в России находится в Женеве (Швейцария). Россия также не имеет посольства в Доминике. Интересы страны представляет посольство Российской Федерации на Ямайке.
6. ↑  Интересы Казахстана в Македонии представляет Посольство Казахстана в Венгрии, интересы Македонии в Казахстане — Посольство Македонии в России.
7. ↑  Интересы Андорры в России представляет посольство Испании, а интересы России в Андорре — посольство России в Испании. Резиденция посла Андорры в России находится в Андорре.
8. ↑  США признали независимость Македонии 9 февраля 1994 года. Тогда американское правительство объявило о своём намерении установить с ней дипломатические отношения. 13 сентября 1995 года Президентом США было объявлено о том, что США установили дипломатические отношения с Македонией и получили положительный ответ со стороны македонского правительства. 29 июля 1996 года Дипломатическая миссия США в Македонии, открытая в 1993 году, была преобразована в Посольство.
9. ↑  Посольство Узбекистана в Азербайджане открыто в июле 1998 года, Посольство Азербайджана в Узбекистане — в августе 1996 года.
10. ↑  Румыния признала независимость Узбекистана 20 декабря 1991 года. Посольство Румынии в Узбекистане функционирует с 1999 года.
11. ↑  Резиденция посла Узбекистана в Армении расположена в Москве (Россия).